# La Bresse (Vosges)
Pour les articles homonymes, voir Bresse (homonymie).
La Bresse  (/la bʁɛs/) est une commune de montagne située dans le Nord-Est de la France, dans le département des Vosges, région Grand Est.
C'est le bureau centralisateur du canton de la Bresse.
Elle est réputée pour ses activités de montagne et ses stations de sports d'hiver, en particulier celle de La Bresse-Hohneck, la plus grande et plus haute station de ski du Nord-Est de la France, son point le plus élevé se trouvant à 1 350 m d'altitude.
Ses habitants sont appelés les Bressauds  et les Bressaudes .

### Localisation

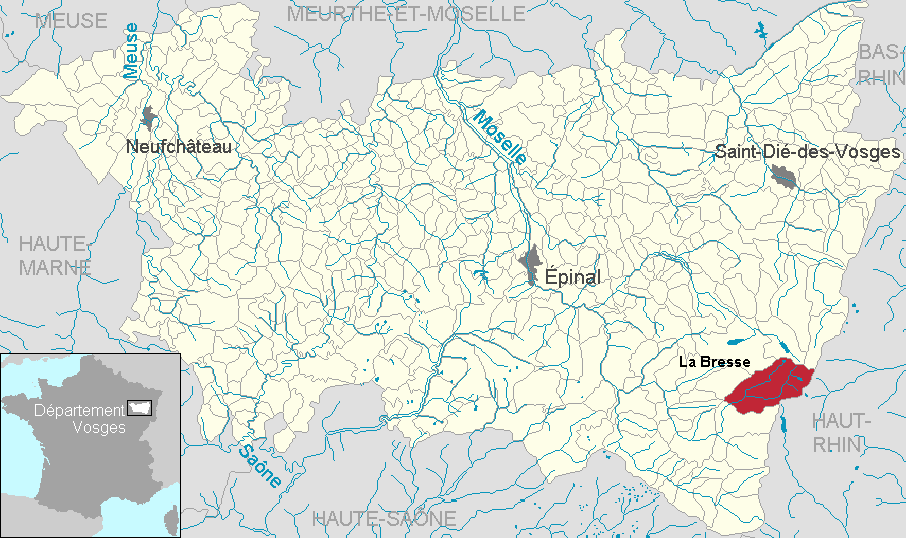
Localisation dans le département.

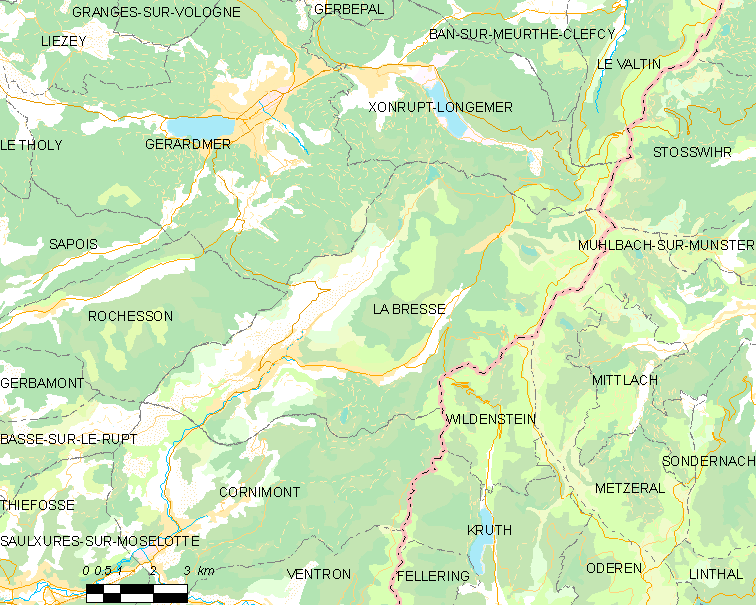
Situation géographique de La Bresse.

## Géographie

### Géologie et relief
La commune se compose de 349,56 hectares de territoires artificialisés (6,02 %), 998,88 hectares de territoires agricoles (17,21 %) et 4 456,85 hectares de forêts et milieux semi-naturels (76,78 %).
Espaces naturels :
- Dix espaces protégés hors Natura 2000,
- Quatre espaces protégés Natura 2000,
- Quinze zones naturelles d'intérêt écologique, faunistique et floristique (Znieff),
- Un Inventaire national du patrimoine géologique :

Moraines de la vallée du Chajoux.
La commune est située au cœur du massif des Vosges, à 635 m d'altitude, dans la partie haute de la vallée de la Moselotte, à 57 kilomètres d'Épinal, à 14 kilomètres de Gérardmer par le col de Grosse Pierre et à 54 kilomètres de Colmar par le col de la Schlucht.
Elle est reliée à la vallée de la Thur et Mulhouse, à 63 kilomètres, par le col de Bramont (956 mètres). Son ban communal, très vaste, est limitrophe du département du Haut-Rhin, en Alsace.

### Communes limitrophes
On note que Basse-sur-le-Rupt est en contact avec La Bresse en un seul point, situé sur la borne dite Pierre des Quatre Communes.
La Bresse est bordée à l'est par Metzeral, au sud-est par Wildenstein, au sud par Cornimont, à l'ouest par Rochesson, au nord-ouest par Gérardmer, au nord par Xonrupt-Longemer et au nord-est par Stosswihr.
| Gérardmer         | Xonrupt-Longemer | Stosswihr Haut-Rhin   |
| Rochesson         | La Bresse        | Metzeral Haut-Rhin    |
| Basse-sur-le-Rupt | Cornimont        | Wildenstein Haut-Rhin |

### Intercommunalité
La Bresse est le centre principal d'une agglomération de quatorze communes et 24 848 habitants, l'aire urbaine de La Bresse. Elle fait partie de la Communauté de communes des Hautes Vosges.

### Voies de communications et transports

#### Voies routières
- D34 en direction de Le Syndicat, Saint-Amé[4].
- Route nationale 417 (D417) en direction de Remiremont.

#### Transports en commun
- Réseau régional de transports en commun Fluo Grand Est[5].

##### Transports aériens
Les aéroports les plus proches sont :
En fonction des destinations, plusieurs aéroports (cf. tableau ci-contre).

##### Lignes SNCF

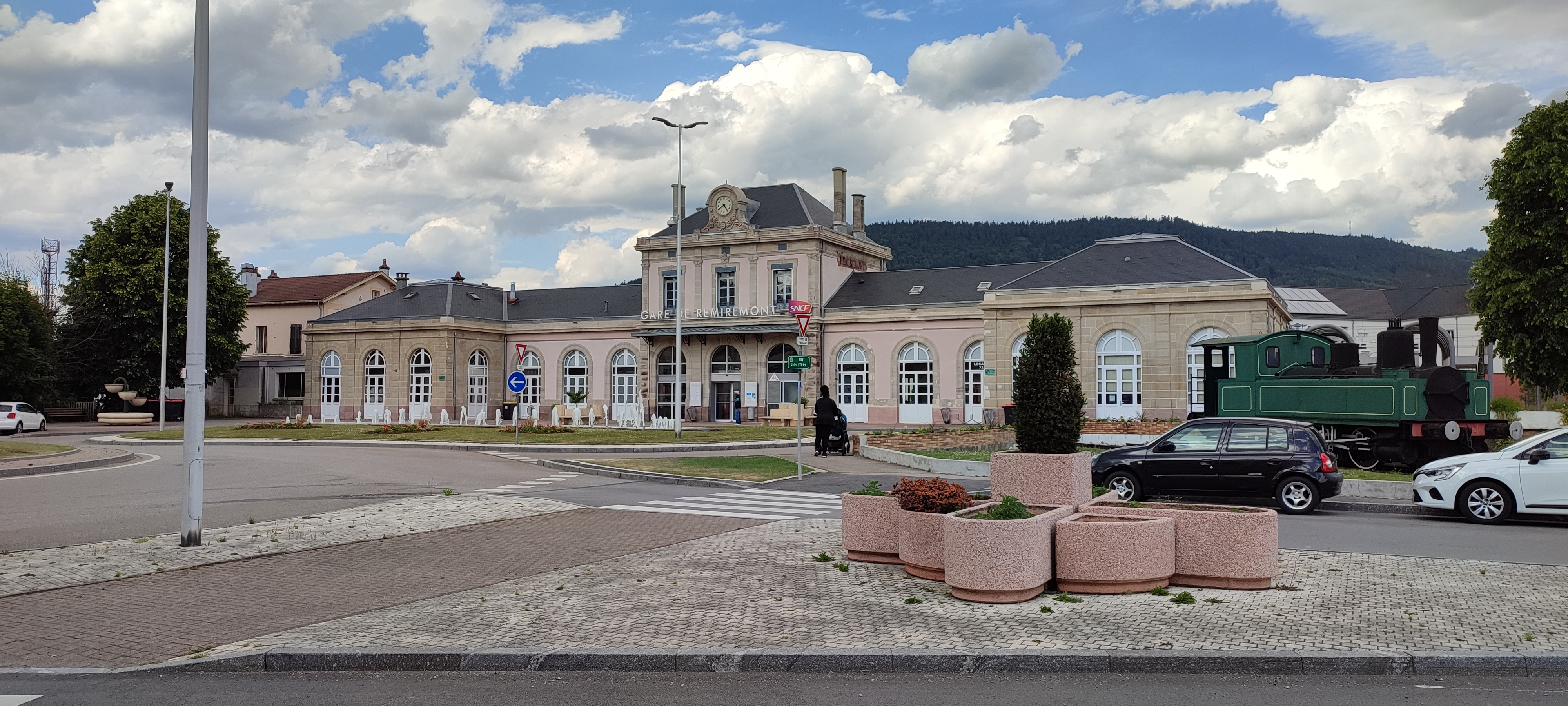
Gare de Remiremont.

- Après le TGV qui desservait la gare de Remiremont, la LGV Est européenne (Ligne à Grande Vitesse), est devenue une réalité[7]. Ce qui réduit les durées de trajets à 2 h 45 Remiremont / Paris, en assurant ainsi un réel désenclavement des vallées ;
- Gare de Vagney, lieu-dit Nol sur la commune de Le Syndicat (fermée),
- Gare de Rupt-sur-Moselle (fermée),
- Gare de Hielle (ancienne halte fermée),
- Gare de Maxonchamp (ancienne halte fermée),
- Gare de Gérardmer (fermée).
- Voie verte des Hautes-Vosges qui réutilise les anciennes voies ferrées.

### Géologie et relief
Le territoire de la commune est situé en montagne et repose entièrement sur un socle de granite polymorphique à gros grains du massif des Vosges, issu lui-même du massif hercynien de l’ère primaire et sur de nombreux dépôts morainiques arrachés à ce socle par les glaciers. Ce socle s’est fracturé en se rehaussant lors du plissement alpin. Les grès alluvionnaires qui le recouvraient ont glissé sur le granite au-delà des limites de la commune en direction de Rochesson. Ce grès a été abondamment utilisé dans la construction avant la maîtrise de la taille du granite beaucoup plus dur.
Les quatre ou six glaciations successives de l’ère quaternaire ont vigoureusement érodé ces reliefs pourtant très résistants en y creusant les vallées en « Y » de Vologne et du Chajoux se rejoignant au centre-ville de La Bresse, préfigurant le lit de la Moselotte s'écoulant vers Cornimont.
Les derniers glaciers ont fondu il y a environ 6 000 ans en laissant de nombreuses moraines frontales bien visibles dans la vallée du Chajoux et quelques lacs comme le lac des Corbeaux et le lac de Blanchemer. La roche du Chastelat est un des rares exemples de verrou constitué de roche moutonnée.
On note près du lac de Lispach la présence d'une ancienne mine de cuivre abandonnée car trop pauvre pour être exploitée.
Le point culminant de la commune est le Hohneck, à 1 363 mètres d'altitude, également point culminant départemental ; le plus bas est à 580 mètres, à la sortie de la Moselotte.
La Bresse est la plus grande commune forestière des Vosges avec plus de 3 000 hectares de forêt communale, quelques parcelles privées, mais aucune forêt domaniale.

### Sismicité
La commune est située dans une zone de sismicité modérée,.

### Hydrographie et eaux souterraines

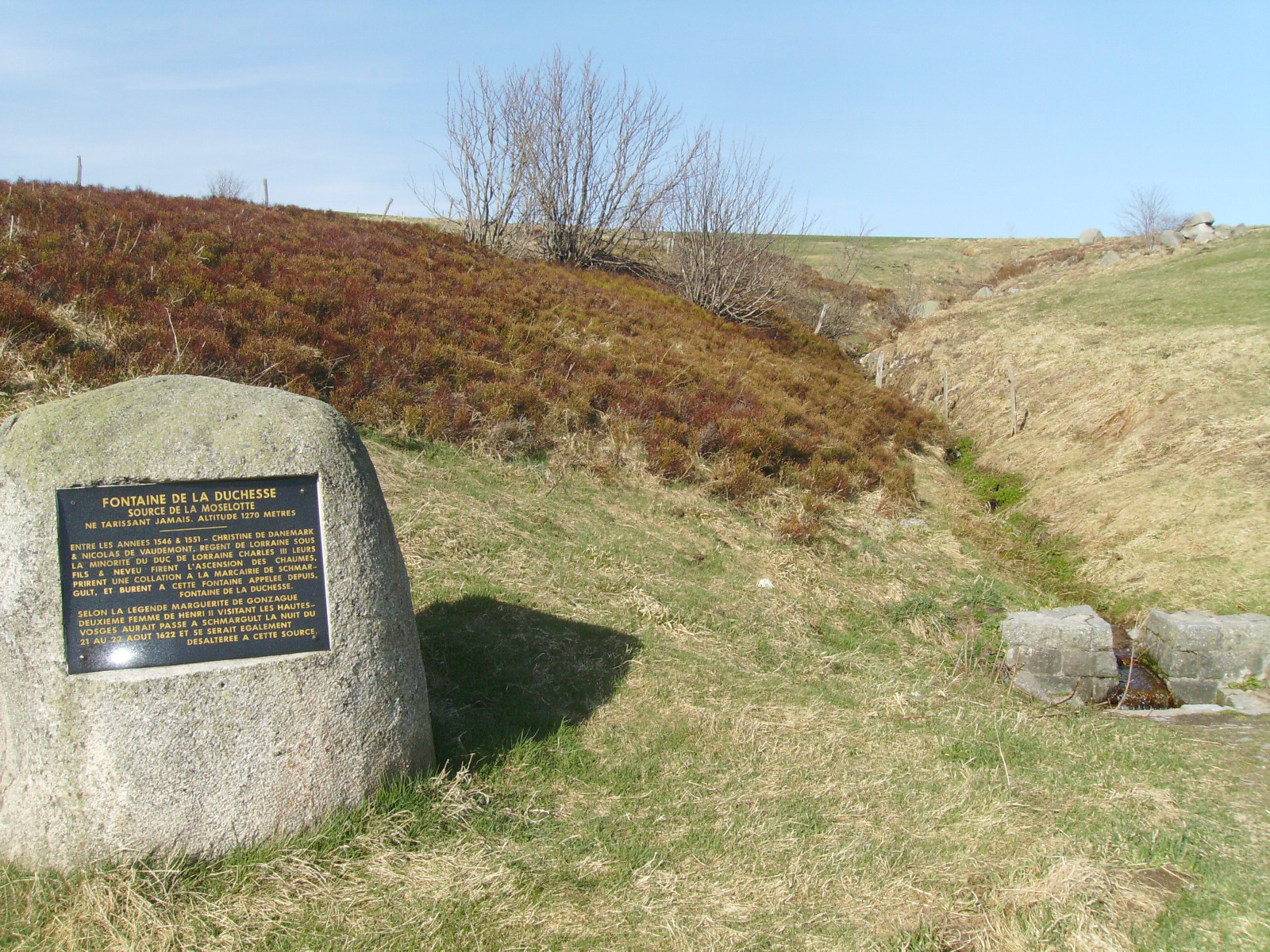
Fontaine de la Duchesse (source de la Moselotte).
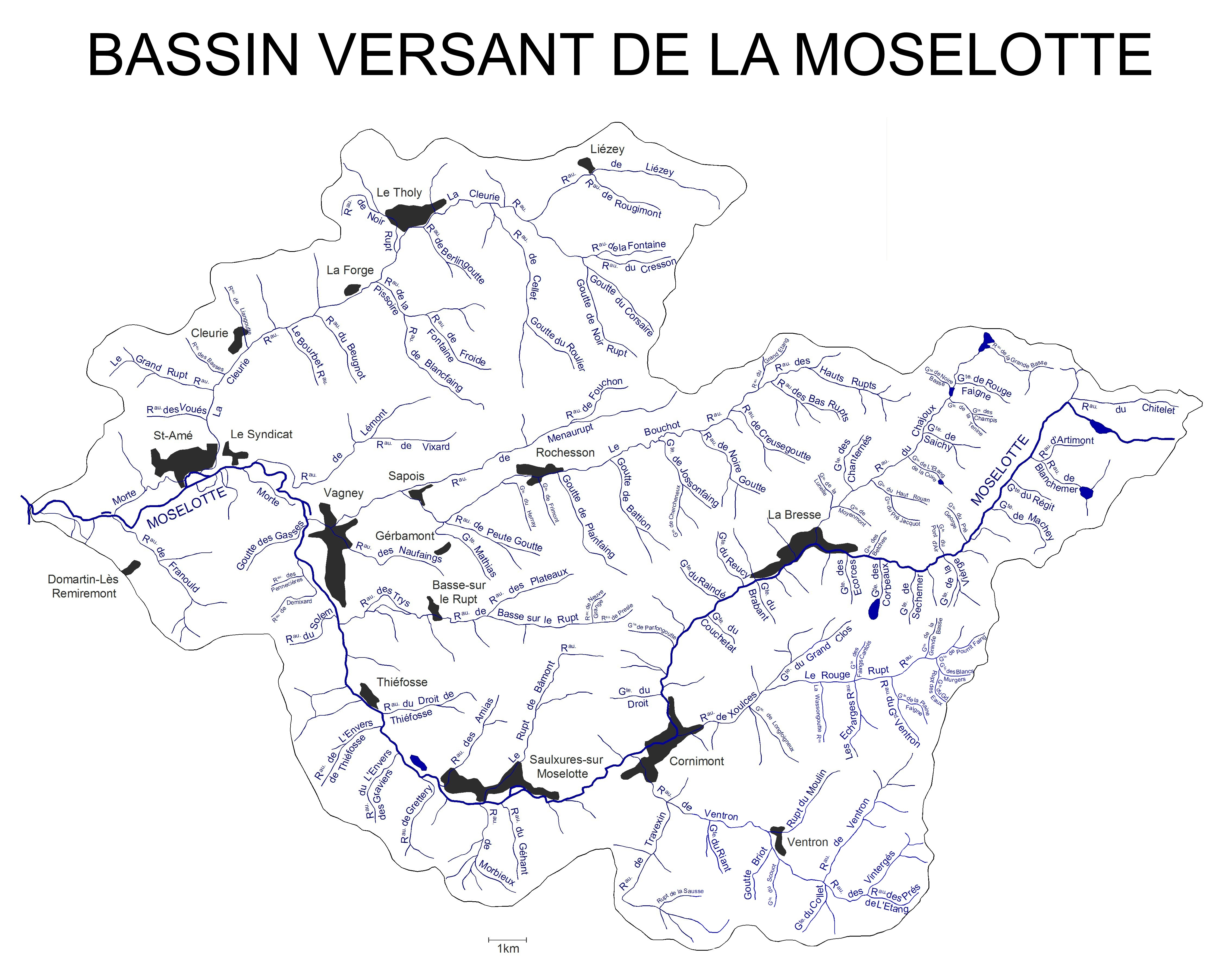
Bassin versant de La Moselotte.
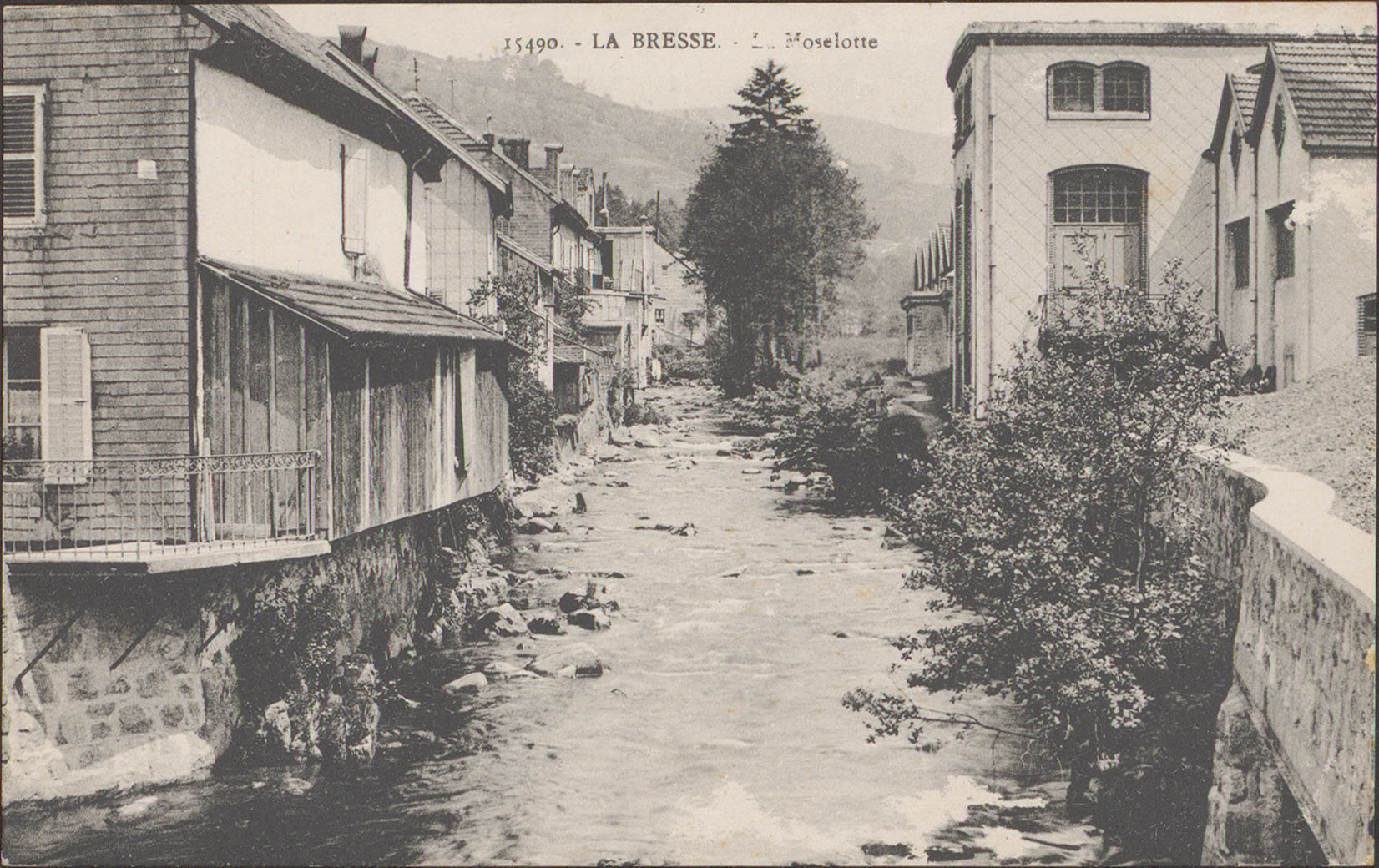
La Moselotte à La Bresse.

Cours d'eau et plans d’eau sur ou traversant la commune, :
- la Moselotte[14] suit la Vallée de Vologne de direction sud-ouest qui rejoint à la Bresse la Vallée du Chajoux[15] ;
- Lac des Corbeaux ;
- Tourbières : lac de Lispach, lac de Blanchemer, l'étang de Machais classé en Réserve naturelle nationale ;
- barrage de la Lande ;
- la Bresse : Nature du point d'eau : affleurement d'eau, cavité souterraine, drain, forage, nature inconnue, perte, piézomètre, puits, source[16],[17] ;
- l’assainissement et la station d'épuration à boues activées d'une capacité de 13 000 équivalent-habitants, mise en service en 1999[18], sont gérés par le Syndicat Intercommunal d’Assainissement La Bresse-Cornimont[19].

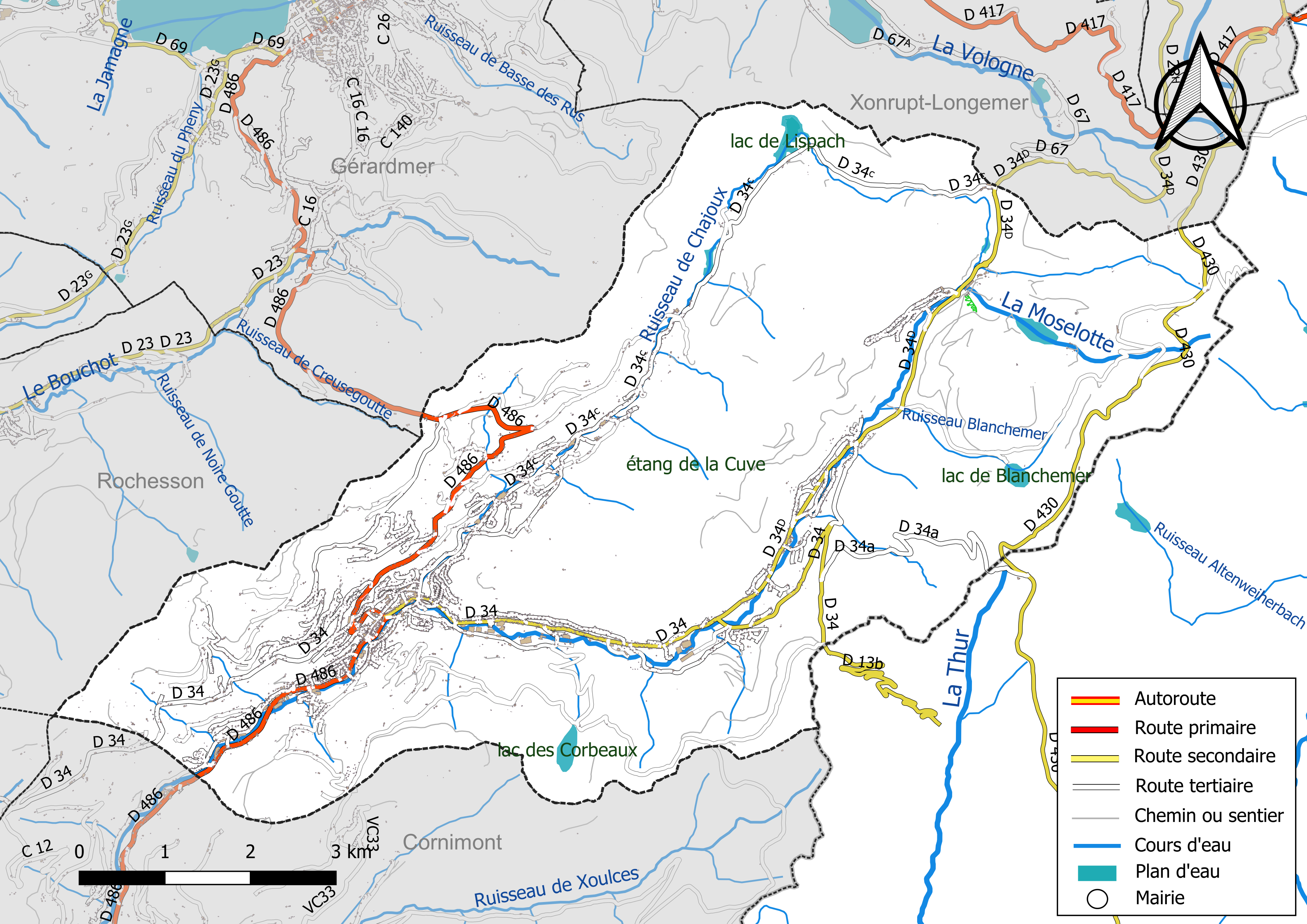
Réseaux hydrographique et routier de la Bresse.

Ruisseaux :
Blanchemer,
du Pheny,
de Lambexaire,
de Basse des Rus,
le Chitelet,
de Xoulces,
de Creusegoutte,
le Menaurupt,
des Bas Rus,
de Noire Goutte,
des Faignes Sous Vologne,
de la Goutte de Machey,
Goute du Regit,
des Faignes Fories,
Le ruisseau de Chajoux,
Gouttes :
de Champy,
de la Rouge Faigne,
de la Vieille Montagne,
de l'Etang de la Cuve,
de Reucy,
de Saichy,
de Sechemer,
des Écorces.

### Climat
Pour des articles plus généraux, voir Climat du Grand Est et Climat des Vosges.
En 2010, le climat de la commune est de type climat de montagne, selon une étude du Centre national de la recherche scientifique s'appuyant sur une série de données couvrant la période 1971-2000. En 2020, Météo-France publie une typologie des climats de la France métropolitaine dans laquelle la commune est exposée à un climat semi-continental et est dans la région climatique  Vosges, caractérisée par une pluviométrie très élevée (1 500 à 2 000 mm/an) en toutes saisons et un hiver rude (moins de 1 °C). 
Pour la période 1971-2000, la température annuelle moyenne est de 8,3 °C, avec une amplitude thermique annuelle de 16,7 °C. Le cumul annuel moyen de précipitations est de 1 882 mm, avec 14,8 jours de précipitations en janvier et 11,5 jours en juillet. Pour la période 1991-2020, la température moyenne annuelle observée sur la station météorologique de Météo-France la plus proche, « Gérardmer », sur la commune de Gérardmer à 7 km à vol d'oiseau, est de 9,1 °C et le cumul annuel moyen de précipitations est de 1 797,3 mm. 
La température maximale relevée sur cette station est de 37 °C, atteinte le 7 août 2015 ; la température minimale est de −20,5 °C, atteinte le 20 décembre 2009,,. 
Les paramètres climatiques de la commune ont été estimés pour le milieu du siècle (2041-2070) selon différents scénarios d'émission de gaz à effet de serre à partir des nouvelles projections climatiques de référence DRIAS-2020. Ils sont consultables sur un site dédié publié par Météo-France en novembre 2022.

## Urbanisme

### Typologie
Au 1er janvier 2024, La Bresse est catégorisée bourg rural, selon la nouvelle grille communale de densité à sept niveaux définie par l'Insee en 2022.
Elle appartient à l'unité urbaine de La Bresse, une agglomération intra-départementale regroupant quatre  communes, dont elle est ville-centre,,. La commune est en outre hors attraction des villes,.

### Occupation des sols
L'occupation des sols de la commune, telle qu'elle ressort de la base de données européenne d’occupation biophysique des sols Corine Land Cover (CLC), est marquée par l'importance des forêts et milieux semi-naturels (76,8 % en 2018), une proportion sensiblement équivalente à celle de 1990 (76,9 %). La répartition détaillée en 2018 est la suivante : 
forêts (61,8 %), milieux à végétation arbustive et/ou herbacée (15 %), prairies (11,3 %), zones agricoles hétérogènes (5,9 %), zones urbanisées (5,6 %), mines, décharges et chantiers (0,4 %). L'évolution de l’occupation des sols de la commune et de ses infrastructures peut être observée sur les différentes représentations cartographiques du territoire : la carte de Cassini (XVIIIe siècle), la carte d'état-major (1820-1866) et les cartes ou photos aériennes de l'IGN pour la période actuelle (1950 à aujourd'hui).

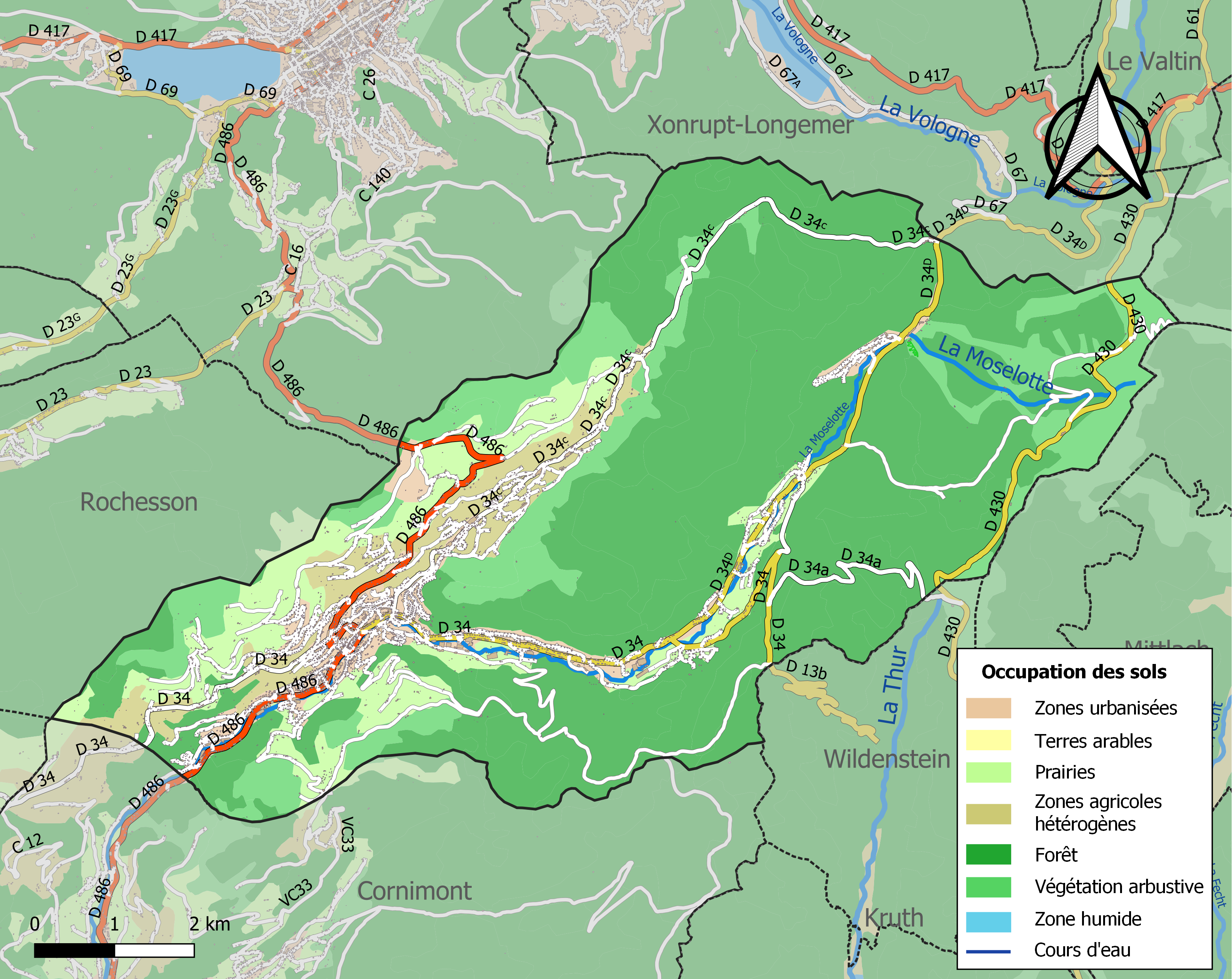
Carte des infrastructures et de l'occupation des sols de la commune en 2018 (CLC).

## Toponymie
Le nom de la localité est attesté sous les formes La Brasse (1402) ; « Dorff das men nemet Walle, gelegen obwendig Rimelsperg » (1404) ; Wolle (1426) ; Wall (1486) ; La Bresse en Vosges (1593) ; La Bresse ou Woll (XVIe siècle) ; Brescia (1768).

Wolle en 1426 est le nom alsacien de « La Bresse », L'ébresse en patois.

### Étymologie de La Bresse
Un hameau a été créé à l'emplacement actuel du centre-ville, appelé « La Bresse », ainsi qu'un autre hameau appelé « La Petite Bresse », situé au lieudit actuel Les Champions. En 1593, on trouve la dénomination La Bresse en Vosges et La Bresse en Vôge.
Plusieurs théories existent sur l'étymologie de La Bresse :
- Dom Augustin Calmet évoque le vocable gaulois Brussia signifiant « bois », « broussailles », qui a donné divers toponymes comme Brixia, Brexia et Brissia
- une autre théorie suppose que La Bresse tire son nom de la géographie locale à la jonction de deux vallées, Vologne et le Chajoux, qui « embrassent[38] » la montagne de Moyenmont, au pied de laquelle les rivières La Vologne et le Chajoux se rejoignent pour former la Moselotte. Cette particularité géologique a été reprise dans le blason communal sous la forme d'un Y.

Selon le chanoine Jean Hingre, on disait jadis Lai Brasse en patois.
Remarque : on trouve aussi les toponymes La Bresse dans le département des Vosges pour deux écarts des communes de Docelles et Jussarupt.

### Étymologie de Vologne
Vologne, une partie du village actuel de la Bresse, est un hameau initialement créé par des Alsaciens dans le fond est de la vallée dont l'appellation est d'origine germanique. Appelée successivement Walle (1404), Wolle (1426), Wall (1486), Woll (XVIe siècle), Wohl (XIXe siècle), Vologne désigne à la fois la rivière « La Vologne » (ancien nom de la Moselotte jusqu'à la fin du Moyen Âge, à ne pas confondre avec la rivière La Vologne qui traverse notamment Gérardmer et Laveline-devant-Bruyères), la vallée de « Vologne » et le hameau « Vologne » situé à l'est de La Bresse et limitrophe avec l'Alsace.

## Histoire

### La première voie monastique
Christianisée à partir du VIIe siècle, la haute vallée de la Moselotte fut d'abord empruntée comme simple chemin dans d'épaisses forêts pour relier les monastères de Remiremont et de Munster. Une légende affirme que Charlemagne serait venu chasser à Cornimont. Peu à peu se sont installées de petites colonies de pasteurs-défricheurs qui ont occupé et mis en valeur de nouveaux sites. Les Munstériens et ceux du Val d'Airy venus d'Alsace ont loué à l'autorité ducale les grands pâturages d'altitude.

### Les premiers hameaux: Vologne, la Bresse et la Petite Bresse
Une communauté alsacienne s'est installée en fond de vallée de la Bresse, non loin des sommets, pour former un premier hameau qu'ils ont appelé Walle puis Wolle puis Wohl, plus tard francisé en Vologne.

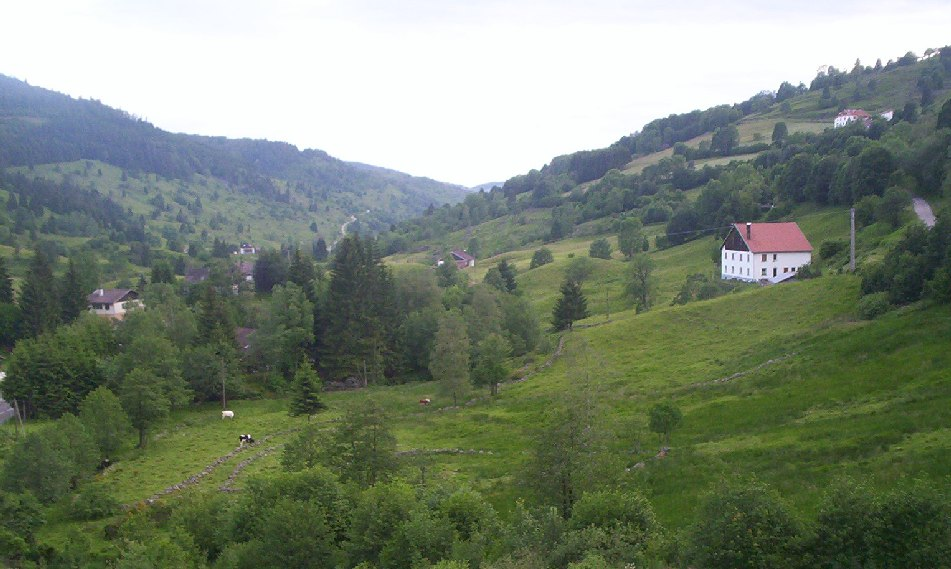
Ferme dans la vallée du Chajoux.

Deux autres hameaux sont créés au Moyen Âge : la Bresse, située à l'emplacement de l'actuel centre-ville, et la petite Bresse, située au confluent des deux vallées Chajoux et Vologne, les deux en position surélevée par rapport à la zone des rivières marécageuses sauvages. Au fil des siècles, le peuplement de plus en plus intense et la construction de maisons ont fait que Vologne, la Bresse et la Petite Bresse ont fusionné en un seul village étiré le long de la vallée. Les zones les plus en altitude, situées dans des terrains très pentus et de travail agricole pénible colonisent peu à peu les deux versants de la vallée jusqu'aux limites de la forêt d'altitude, formant un habitat dispersé de grosses fermes isolées entourées de vastes pâturages (voir ci-contre la photo d'une ferme du Chajoux).

### La colonisation intensive
Le peuplement progressif de la vallée de la Moselotte, depuis Vagney jusqu'à la Bresse, et des vallées adjacentes (Gerbamont, Sapois, Rochesson, Basse-sur-le-Rupt, Ventron), s'est effectué au gré des aléas climatiques, des épidémiques et des guerres, avec des campagnes successives de défrichement, jusqu'au déboisement presque complet des vallées au XIXe siècle, pour la conversion des forêts en terrains agricoles. Peu à peu, le commerce interrégional entre l'Alsace et la Lorraine s'est installé, rendu compliqué par le passage des convois de chevaux chargés de marchandises dans des chemins montagneux escarpés et dangereux, notamment au passage d'altitude des crêtes (sommets) à proximité du Rothenbachkopf, à une époque où les voies facilitées des cols n'existaient pas encore, c'est-à-dire avant 1842 qui vit l'ouverture d'une voie carrossable au col de la Schlucht.

### L'Ancien régime
Sous l'Ancien Régime lorrain, La Bresse appartient au bailliage de Vôge. Son église, dédiée à saint Laurent, dépend du doyenné de Remiremont. La cure est à la collation de l’abbesse de Remiremont.
À partir de 1766, mais en pratique après l' annexion du duché de Lorraine, La Bresse dépend du bailliage de Remiremont et son église du diocèse de Saint-Dié érigé en 1777.

### La Bresse et ses droits particuliers de justice
Pendant la période lorraine ducale, La Bresse jouissait d'un droit coutumier spécifique définissant la justice municipale et les modes d'élection des représentants de la communauté villageoise avec une rotation d'un an.
Le plaid général, dénommé localement plaid banal était convoqué, présidé et tenu par le receveur et le contrôleur d'Arches au mois de mars. Arches était avant l'annexion de la Lorraine ducale au royaume de France le siège d'une prévôté qui recouvrait, dans le bailliage de Vôge, la majeure partie du massif vosgien jusqu'aux crêtes, à l'ouest des deux autres prévôtés montagnardes de Bruyères et de Saint-Dié, cette dernière relevant du bailliage de Saint-Dié. Les deux officiers de la prévôté représentent le ministère public devant la cour de justice seigneuriale en l'occurrence la justice municipale de La Bresse ; il s'agit donc d'une justice déléguée exercée au nom du duc par des magistrats professionnels comme les prévôts ou à défaut ses subalternes comme les receveurs, ou contrôleurs qui cumulent les fonctions en représentant le souverain pour la justice et l'administration.
La veille du plaid banal, le mayeur (forme régionale du mot « maire »), convoque tous les habitants de la seigneurie en soirée au lieu où l'on tient habituellement justice. Ce lieu s'appelait Champ du Tilleul, en patois local le Champtel, car le banc en pierre où l'on rendait la justice ordinaire tous les samedis se trouvait à l'abri d'un tilleul. Aujourd'hui, il existe encore la place du Champtel au centre de La Bresse.
Le mayeur sortant fait faire lecture de tous les rapports de police qu'il présentera le lendemain aux représentants du pouvoir ducal. Il s'adresse d'abord exclusivement aux huit jurés de la ville pour leur faire lire les rapports, y ajouter quelque chose si besoin est, et obtenir leur assentiment quant à l'exactitude des contenus et de la forme. Dans l'affirmative, le mayeur et les jurés se retournent vers l'assemblée es concitoyens, procède à l'appel pour connaître les absents éventuels. Afin de ne commettre aucune erreur dans une région où les degrés de parenté sont extrêmement imbriqués, on désigne chaque personne par son nom patronymique et son surnom. Pour les personnes qui n'auraient pas comparu, il fallait payer cinq sols d'amende.
Le mayeur lit à voix haute les rapports de police (article trois) à l'assemblée pour que, si quelque chose a été omis, quelqu'un puisse encore intervenir, exprimer ses griefs ou rompre un silence qui serait nuisible ou favorable à l'accusé. Si personne ne se manifeste, le texte lu sera considéré comme définitif.
Alors que les officiers du duc de Lorraine sont assis, les habitants doivent s'approcher pour constater qu'on leur remet les rapports. On en fait cette fois une lecture plus solennelle.
C'est également au plaid banal que l'on procède à l'élection des représentants de la communauté aux offices de mayeur, doyen, jurés et forestiers. La population doit proposer les noms de trois personnes pour devenir le nouveau mayeur de La Bresse. En cas de désaccord, il faut en proposer trois autres, et si les six premiers candidats proposés ne font toujours pas consensus, il faut en proposer trois autres encore. Dans le pire des cas, les officiers du duc doivent donc nommer le mayeur parmi 3, 6 ou 9  candidats.
Les habitants de La Bresse choisissent également par la même occasion trois personnes parmi lesquelles les officiers ducaux nommeront celui qui aura la charge de doyen. On donne une petite bûche de bois au mayeur et au doyen, signe de leur nouvelle fonction et on les fait prêter serment sur les Saints Évangiles par devant les officiers du duc.
Puis on procède à l'élection des huit nouveaux jurés. Les officiers, le mayeur et le doyen désignent quatre jurés et les habitants les quatre restants. Les jurés, nommés ailleurs échevins, reçoivent également une petite bûche, symbole de leur fonction juridique. Ils prêtent serment sur la bible et jurent de rester impartiaux et de juger en conscience. les jurés seront assistés par un lieutenant qui est également nommé pendant le plaid banal ; il prête serment devant les jurés.
Dès que les créations, les nominations et les prestations de serment ont été effectués, le plaid banal est tenu pour rendre la justice, percevoir les amendes et entendre les appels.
En outre, le mayeur fait élire pour un an les deux banvards par leurs prédécesseurs. Le banvard est le nom local du garde-forestier, mot d'emprunt à l'alémanique helvético-alsacien.
La Bresse est restée une communauté à petite justice de ban forestier indépendante jusqu'au 4 août 1789 où l'Assemblée vota l'abolition de tous les privilèges. Or, les Bressauds étaient bénéficiaires de privilèges. La proclamation de l'égalité de tous et pour toutes les institutions devant la loi a mis un terme à l'administration indépendante du ban. De 1790 à l’an X, La Bresse, avec l'autonomie d'une simple commune, a fait partie du canton de Cornimont.
Le désir d'indépendance des bressauds est immortalisé par leur devise « Plutôt pauvre que valet ».

### La Seconde Guerre mondiale

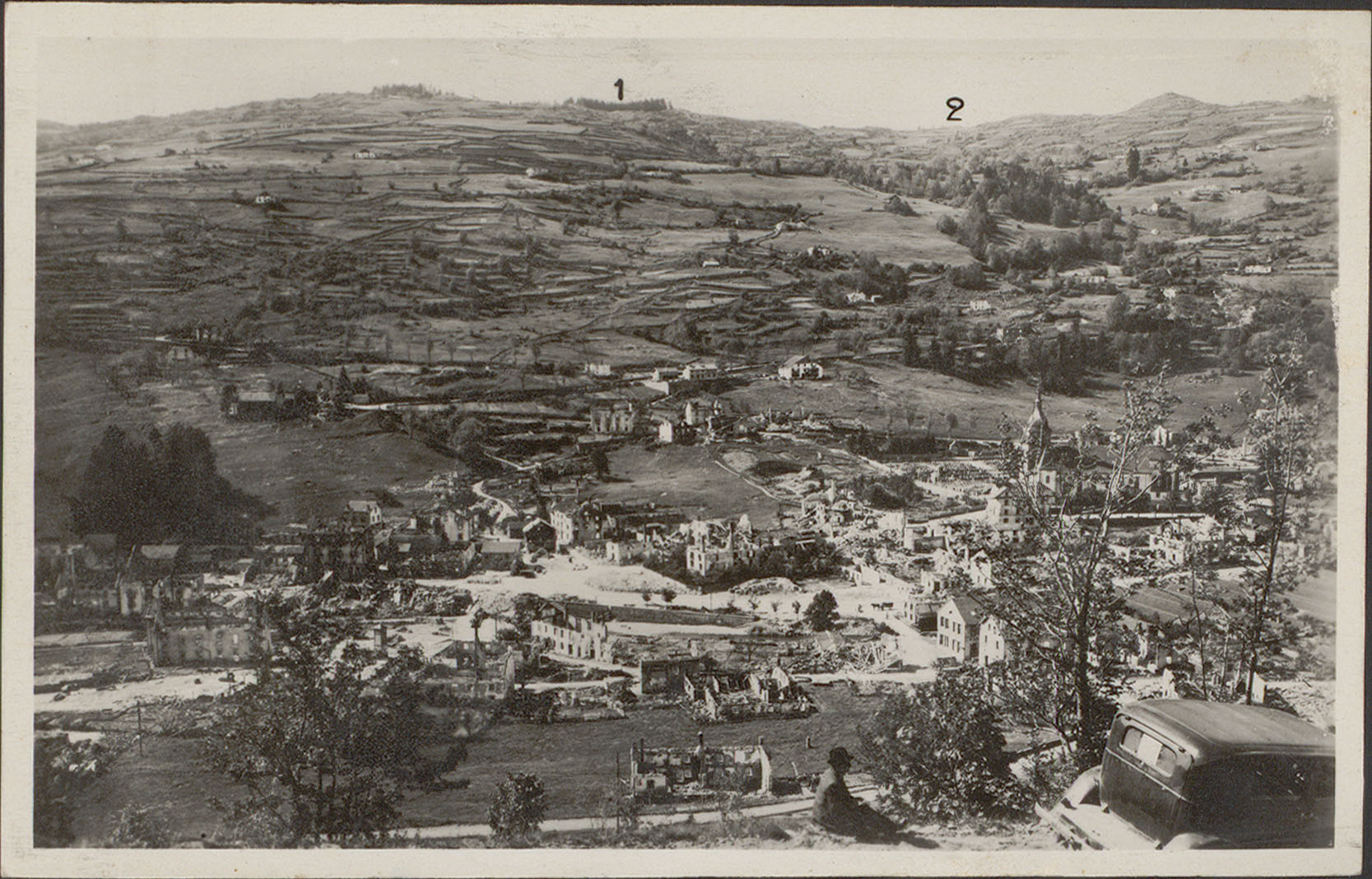
Le centre de La Bresse détruit à l'issue du pilonnage d'artillerie.

Durant l'occupation allemande pendant la Seconde Guerre mondiale, la région est un foyer de résistance.
Lors de la Libération, La Bresse connait un sort particulièrement malheureux. Le 3 octobre 1944, elle reçoit les premiers obus de l'artillerie alliée, destinés à chasser les Allemands. Pendant six semaines, le pilonnage d'artillerie est incessant. Chaque jour, une dizaine de maisons brûlent. Au total, ce sont 146 000 obus qui vont être déversés sur la localité, si bien que la ville est détruite à 80 %.
Le 9 novembre 1944, les Allemands ordonnent à la population de quitter la ville pour midi. À l'heure dite, le cortège, conduit par le curé âgé de 80 ans, prend le chemin menant au lac des Corbeaux sous la neige qui tombe et à la nuit, il s'égare dans la forêt. Certains tombent épuisés dans la neige. Le lendemain, le convoi ayant perdu vivres, couvertures et charrettes, descend dans la vallée de Xoulces où les villageois restent cantonnés huit jours en pleine zone de combat. Finalement, le 18 novembre 1944, les Allemands craignant une épidémie, les autorisent à franchir les lignes. Accueillis par les soldats français, les 2 900 Bressauds rescapés sont évacués vers le département de la Haute-Marne.

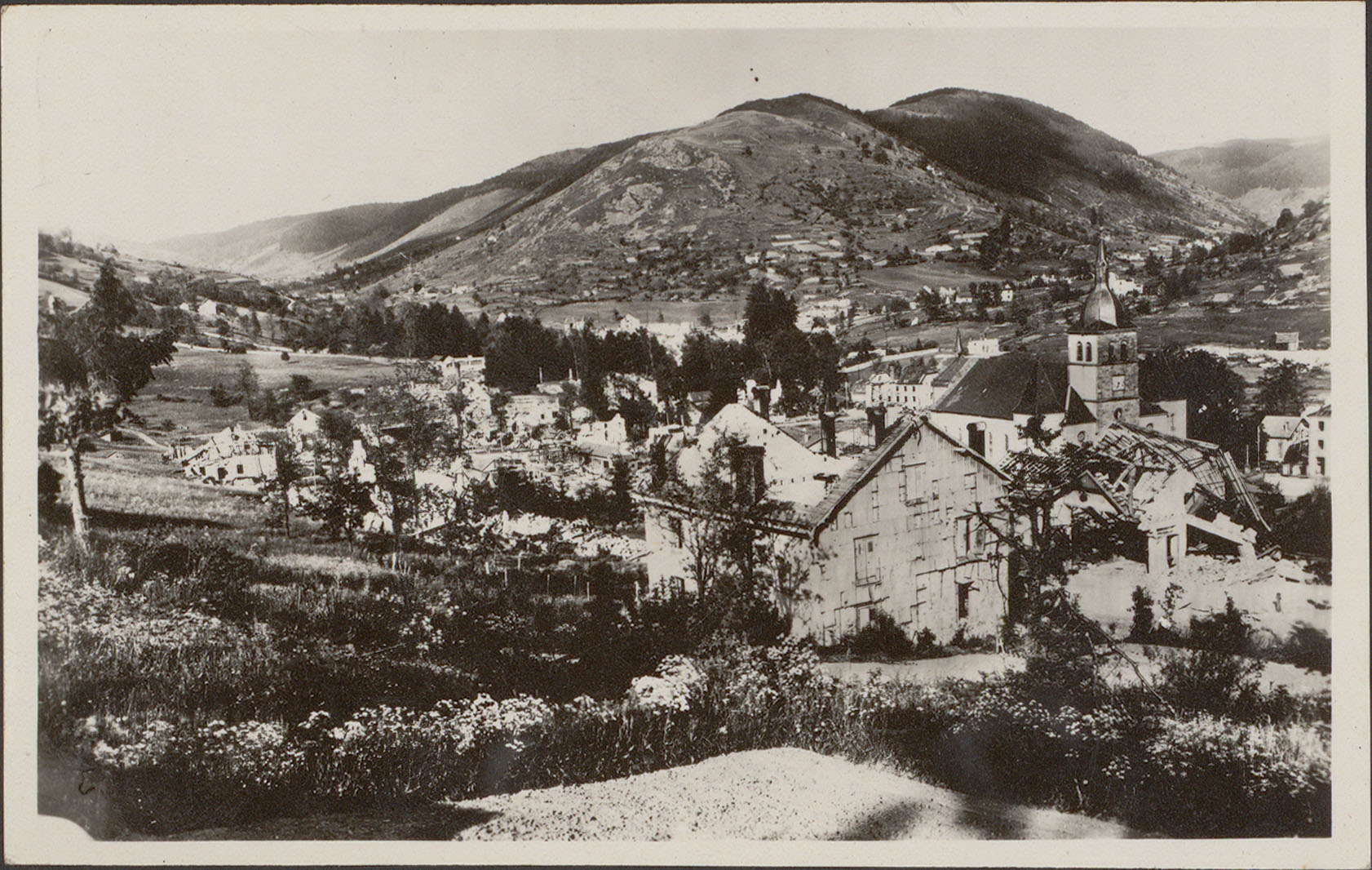
L'église Saint-Laurent est épargnée.
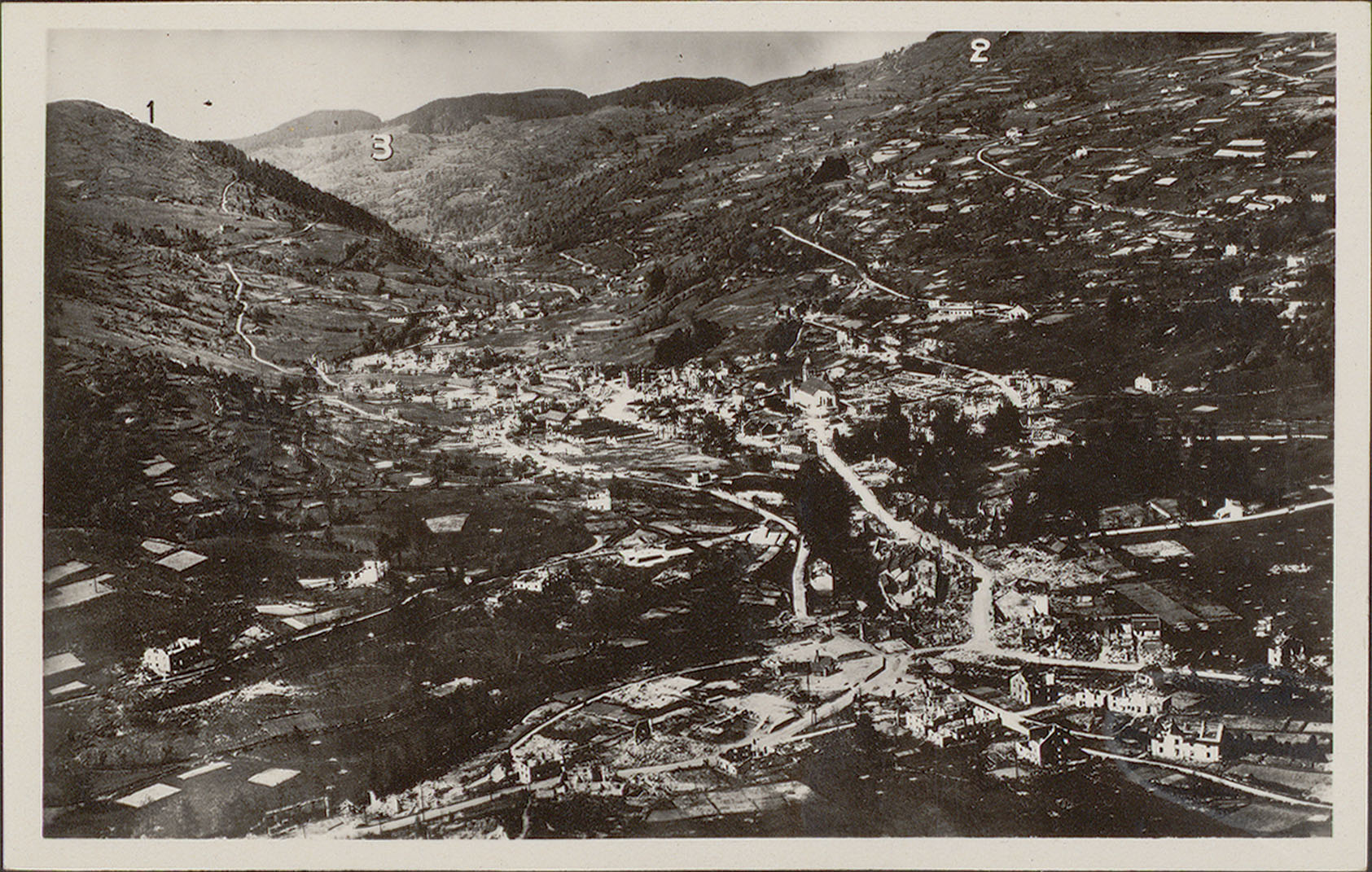
Vue générale de La Bresse.
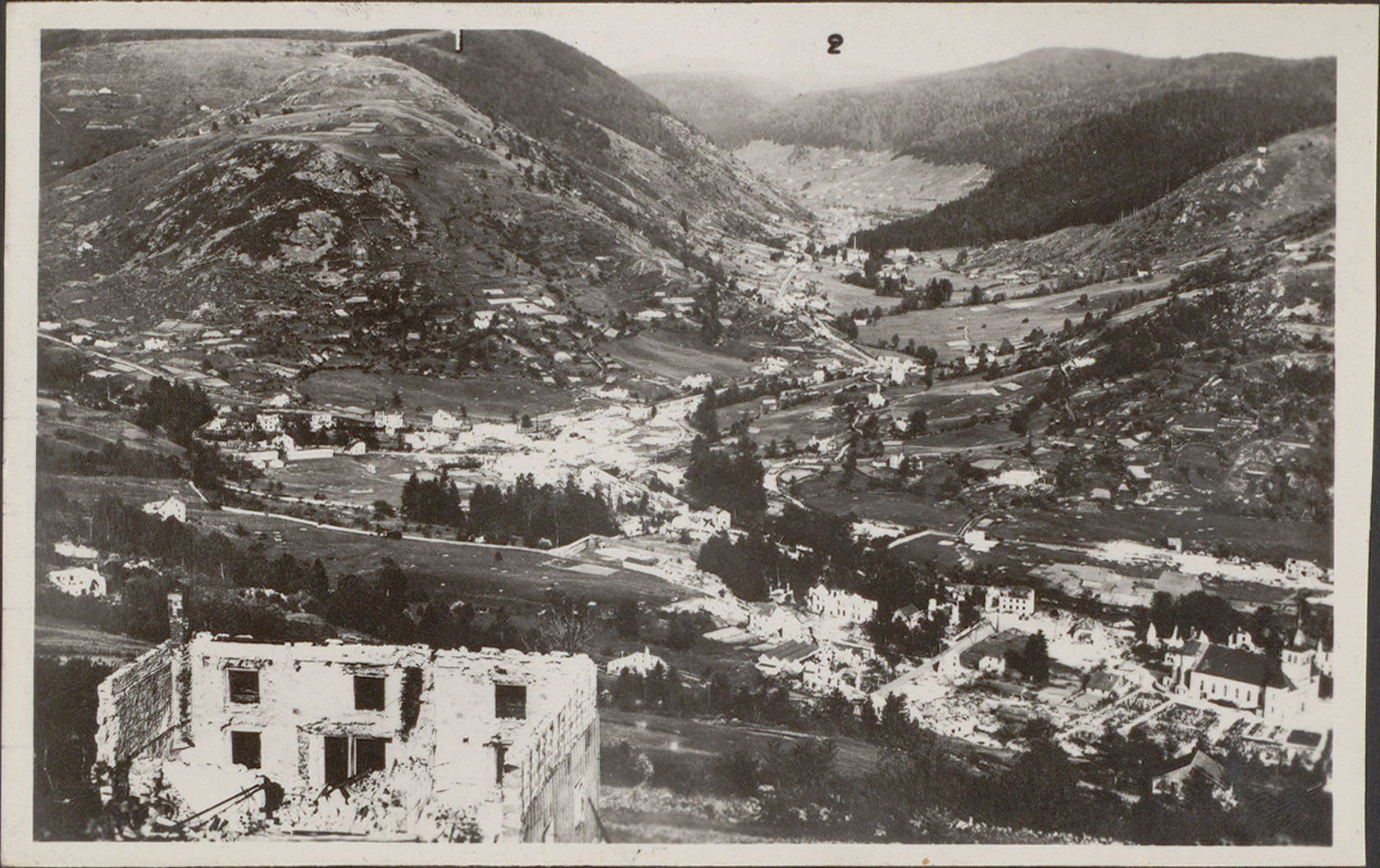
Vue générale vers la vallée de la Vologne.

### Folklore
Une tradition orale, non vérifiable, voudrait qu'une rivalité d'un autre âge existât entre Gérômois et Bressauds et que quelques échauffourées eussent lieu au col de Grosse Pierre alimentant ainsi la légende d'une « Guerre des Hauts ».

### Époque moderne: vallée agricole, industrielle et touristique
Longtemps vouée à l'agriculture vivrière, à l'industrie du bois, du granit et du coton, La Bresse est aujourd'hui l'une des principales stations de sports d'hiver des Vosges, la première en nombre de pistes.

## Politique et administration

### Découpage territorial
Par arrêté préfectoral du 15 septembre 2023, la commune est retirée le 1er janvier 2024 de l'arrondissement de Saint-Dié-des-Vosges et rattachée à l'arrondissement d'Épinal.

### Liste des maires
| Période       | Période       | Identité                                                | Étiquette | Qualité                                                                                               |
| ------------- | ------------- | ------------------------------------------------------- | --------- | --- |
| mai 1945      | mai 1953      | Eugène Lemaire (1888-1968) Petit fils de Joseph Lemaire |           | Comptable dans l'industrie textile                                                                    |
| mai 1953      | mars 1959     | Louis Auguste Steimer (1904-1991)                       |           | Entrepreneur dans l'industrie textile                                                                 |
| mars 1959     | mars 1965     | Jean Mougel (1919-2004)                                 |           | Professeur de français, grec et latin                                                                 |
| mars 1965     | mars 1977     | René Gonand                                             |           | PDG de la SOPLEC (entreprise de menuiserie-serrurerie)                                                |
| mars 1977     | mars 2014     | Guy Vaxelaire                                           | PS        | Technicien TDF Conseiller général du canton de Saulxures-sur-Moselotte (1979 → 1985 puis 1992 → 2014) |
| mars 2014     | novembre 2019 | Hubert Arnould (°1948)                                  | DVD       | Directeur commercial retraité, démissionnaire pour raison de santé                                    |
| novembre 2019 | En cours      | Maryvonne Crouvezier (°1952)                            | DVD       | Ancien cadre                                                                                          |

## Population et société

### Démographie

#### Évolution démographique
L'évolution du nombre d'habitants est connue à travers les recensements de la population effectués dans la commune depuis 1793. Pour les communes de moins de 10 000 habitants, une enquête de recensement portant sur toute la population est réalisée tous les cinq ans, les populations de référence des années intermédiaires étant quant à elles estimées par interpolation ou extrapolation. Pour la commune, le premier recensement exhaustif entrant dans le cadre du nouveau dispositif a été réalisé en 2007.

En 2022, la commune comptait 3 947 habitants, en évolution de −5,98 % par rapport à 2016 (Vosges : −2,96 %, France hors Mayotte : +2,11 %).
| 1793  | 1800  | 1806  | 1821  | 1831  | 1836  | 1841  | 1846  | 1856  |
| ----- | ----- | ----- | ----- | ----- | ----- | ----- | ----- | ----- |
| 2 210 | 2 336 | 2 466 | 2 497 | 2 883 | 3 024 | 3 085 | 3 295 | 3 743 |

| 1861  | 1866  | 1872  | 1876  | 1881  | 1886  | 1891  | 1896  | 1901  |
| ----- | ----- | ----- | ----- | ----- | ----- | ----- | ----- | ----- |
| 4 005 | 3 729 | 3 843 | 3 937 | 3 964 | 4 076 | 4 146 | 4 560 | 4 787 |

| 1906  | 1911  | 1921  | 1926  | 1931  | 1936  | 1946  | 1954  | 1962  |
| ----- | ----- | ----- | ----- | ----- | ----- | ----- | ----- | ----- |
| 5 076 | 5 655 | 5 211 | 5 194 | 5 213 | 5 207 | 3 020 | 4 718 | 4 980 |

| 1968  | 1975  | 1982  | 1990  | 1999  | 2006  | 2007  | 2012  | 2017  |
| ----- | ----- | ----- | ----- | ----- | ----- | ----- | ----- | ----- |
| 5 290 | 5 395 | 5 369 | 5 191 | 4 928 | 4 728 | 4 700 | 4 355 | 4 154 |

| 2022  | - | - | - | - | - | - | - | - |
| ----- | - | - | - | - | - | - | - | - |
| 3 947 | - | - | - | - | - | - | - | - |

### Santé
Professionnels et établissements de santé :
- Médecins,
- Pharmacies,
- Centre hospitalier de Remiremont.
- Centre hospitalier de Gérardmer

### Cultes
- Culte catholique, Communauté de Paroisses de la Moselotte[80], Diocèse de Saint-Dié.

### Politique environnementale

#### Électricité
Créée en 1934 pour exploiter le barrage du lac des Corbeaux, la régie municipale d'électricité ou RME – 10 employés actuellement – est chargée par la municipalité de La Bresse de l'entretien et du développement des équipements de production et de distribution de l'électricité produite aujourd'hui par six groupes hydroélectriques à savoir :
- Lac des Corbeaux : turbine Pelton de 140 kW[83] ;
- Verbruche : turbine Francis de 120 kW[84] ;
- Lac de Blanchemer : turbine Pelton de 300 kW ;
- Cote 750 : turbine Francis de 1 000 kW ;
- Lac de la Lande : turbine Pelton de 2 090 kW ;
- Usine du Daval : turbine Kaplan de  220 kW[85].

Bien que l'ensemble de ses équipements ne fournisse qu'environ 15 % de la consommation globale de la ville (industrie, particuliers, commune), la RME est chargée de la distribution et de la facturation de la totalité du besoin en achetant à Électricité de France (EDF) le complément nécessaire.
 Aujourd'hui la production est assistée par ordinateur afin d'optimiser l'utilisation de l'eau disponible en fonction du prix de l'électricité. C'est justement cette eau disponible qui limite la production locale d'électricité et non la puissance installée des turbines qui avoisine les 3 870 kW.

Par décision du conseil municipal, la taxe locale sur l'électricité n'est pas appliquée aux habitants de La Bresse, contrairement à la pratique d'EDF quand elle distribue et facture elle-même l'électricité.

### Budget et fiscalité 2012-2023
Les comptes 2012 - 2022 de la commune s'établissent comme suit : 
| Postes | 2012    | 2013    | 2014    | 2015    | 2016    | 2017    | 2018    | 2019    | 2020    | 2021    | 2022     | 2023     |
| --- | ------- | ------- | ------- | ------- | ------- | ------- | ------- | ------- | ------- | ------- | -------- | -------- |
| Produits de fonctionnement                                                                                            | 7 629 € | 8 441 € | 8 550 € | 8 358 € | 7 224 € | 8 433 € | 8 328 € | 8 443 € | 8 150 € | 9 638 € | 20 064 € | 28 447 € |
| Charges de fonctionnement                                                                                             | 6 152 € | 9 541 € | 6 417 € | 7 032 € | 6 952 € | 7 538 € | 7 751 € | 7 738 € | 7 288 € | 8 657 € | 18 006 € | 26 887 € |
| Total des ressources d'investissement                                                                                 | 5 889 € | 6 646 € | 3 545 € | 4 299 € | 3 479 € | 4 544 € | 3 579 € | 2 617 € | 1 944 € | 2 298 € | 2 442 €  | 3 091 €  |
| Emplois d’investissement                                                                                              | 5 000 € | 7 210 € | 3 101 € | 4 104 € | 4 986 € | 3 021 € | 3 236 € | 2 981 € | 2 734 € | 3 176 € | 2 296 €  | 3 906 €  |
| Dette | 3 009 € | 2 685 € | 2 240 € | 1 908 € | 3 378 € | 2 953 € | 3 697 € | 4 044 € | 3 551 € | 3 120 € | 1 958 €  | 2 771 €  |
| Source : Ministère de l’Économie et des Finances : Finances locales 2023 sur la base Alize du Ministère des Finances. |         |         |         |         |         |         |         |         |         |         |          |          |

| Recettes fiscales                                                                        | en milliers d’€ | en € par habitant | Moyenne de la strate démographique (3500 à 5000 hab.) |
| ---------------------------------------------------------------------------------------- | --------------- | ----------------- | ----------------------------------------------------- |
| Taxe d’habitation (y compris THLV) : taux voté : 21,00 %                                 | 826 000 €       | 193 €             | 39 €                                                  |
| Taxe foncière sur les propriétés bâties : taux voté : 40,05 %                            | 2 987 000 €     | 696 €             | 504 €                                                 |
| Taxe foncière sur les propriétés non bâties : taux voté : 30,42 %                        | 37 000 €        | 9 €               | 5 €                                                   |
| Taxe additionnelle à la taxe foncière sur les propriétés non bâties : taux voté : 0,00 % | 0 €             | 0 €               | 0 €                                                   |
| Cotisation foncière des entreprises : taux voté : 0,00 %                                 | 0 €             | 0 €               | 0 €                                                   |
| Source : Ministère de l’Économie et des Finances :                                       |                 |                   |                                                       |

Montant total des dettes dues par la commune au 31 décembre 2023 : 2 771 000 € pour 4 289 habitants, soit 646 € par habitant (moyenne de la strate démographique à même date : 710 €).
Chiffres clés : Revenus et pauvreté des ménages en 2021 : médiane en 2021 du revenu disponible par unité de consommation : 22 260 €.

### Jumelages
La ville de La Bresse est jumelée avec :
- Ménaka (Mali), communauté targuie du Mali[90].
- Depuis plusieurs années, des échanges d'amitié sont entretenus avec la ville allemande de Pforzheim qui avait accueilli des déportés bressauds pendant la Seconde Guerre mondiale[91].
- Depuis 2010[92], des échanges se lient avec Durbuy (Belgique), principalement autour des festivals de sculpture de ces deux communes.

### Enseignement
Plusieurs établissements se partagent l’enseignement de la maternelle à la classe de troisième sur le modèle école élémentaire en France et collège en France sur le territoire de la commune. Tous assurent le ramassage scolaire et un service de restauration pour le déjeuner :
- l’école primaire publique, regroupée depuis la rentrée 2014 sur un seul site ;
- l’école et collège Saint-Laurent, établissement privé sous contrat, offrant en plus une option d’internat à 45 collégiens habitant dans la région[93].

### Sports
Une seule association, créée en 1907, regroupe la quasi-totalité des disciplines sportives : La Bressaude, avec 17 sections regroupant 1 150 licenciés : athlétisme, badminton, basket-ball, cercle nautique, escalade, football, golf, gymnastique, moto, pétanque, roue verte, ski, tennis, tennis de table, tir, triathlon et vol libre.
La commune a reçu en 1996 le Challenge de la ville la plus sportive de France décernée par le journal L'Équipe dans la catégorie des villes de moins de 30 000 habitants.

### Manifestations culturelles et festivités
Plusieurs manifestations ont lieu chaque année : 
- Janvier : Festival Accords des montagnes, festival d'accordéon[94],[95] ;
- Mai : Festival international de sculpture Camille Claudel (semaine de l'Ascension)[96] ;
- Juillet : Festival de Scrabble ;
- Juillet : La montée impossible, épreuve originale de hill climbing ;
- Octobre : Muddy Run (ex-Strong Man Fisherman) ;
- Octobre : concert décentralisé du Festival Nancy Jazz Pulsations ;
- Octobre : Fête des cucurbitacés en octobre ;
- Concerts avec l'association Rock Altitude (Simon Philips, Betraying the Martyrs...) ;
- Expositions, conférences, animations à la Maison de La Bresse.

Depuis plus de 40 ans, de nombreuses compétitions sportives internationales ont été organisées à La Bresse, notamment :
- 1981, 82, 83, 86 : Coupe du monde de ski de fond hommes et dames ;
- 1985 : Coupe du monde de ski de fond dames ;
- 1987 : Championnat du monde de course d’orientation ;
- 1987 : 1re Course F.I.S. de ski alpin ;
- 1988 : Finale Coupe d’Europe de ski alpin ;
- 1989 : Coupe d’Europe de ski alpin hommes ;
- 1991 : Coupe d’Europe de biathlon ;
- De 1992 à 1996 : Trophée Andros ;
- 1992 : Coupe d’Europe de biathlon ;
- 1992 : Coupe d’Europe de ski alpin hommes ;
- 1996 : Coupe du monde de snowboard ;
- 1997 : Coupe du monde de Trial Moto ;
- 1997, 2000, 2007 : Ville-étape de la Grande Boucle féminine ;
- 1998 : Départ de la Grande Boucle féminine ;
- 1999 : Coupe du Monde de parapente ;
- 2000 : Ville-étape de la Grande Boucle féminine ;
- 2001 : Trial Moto des Nations ;
- 2002 : Championnat du Monde de Pêche à la Mouche ;
- 2009, 2011 : Coupe du Monde de descente VTT ;
- 2010, 2011, 2012 : Strongman Run ;
- 2012 : Championnat du Monde de Trial Moto ;
- 2012 : Coupe du Monde de crosscountry VTT ;
- 2013 : Coupe du Monde de rollerski ;
- 2013, 2014 : Muddy Run.

## Économie

### Entreprises et commerces

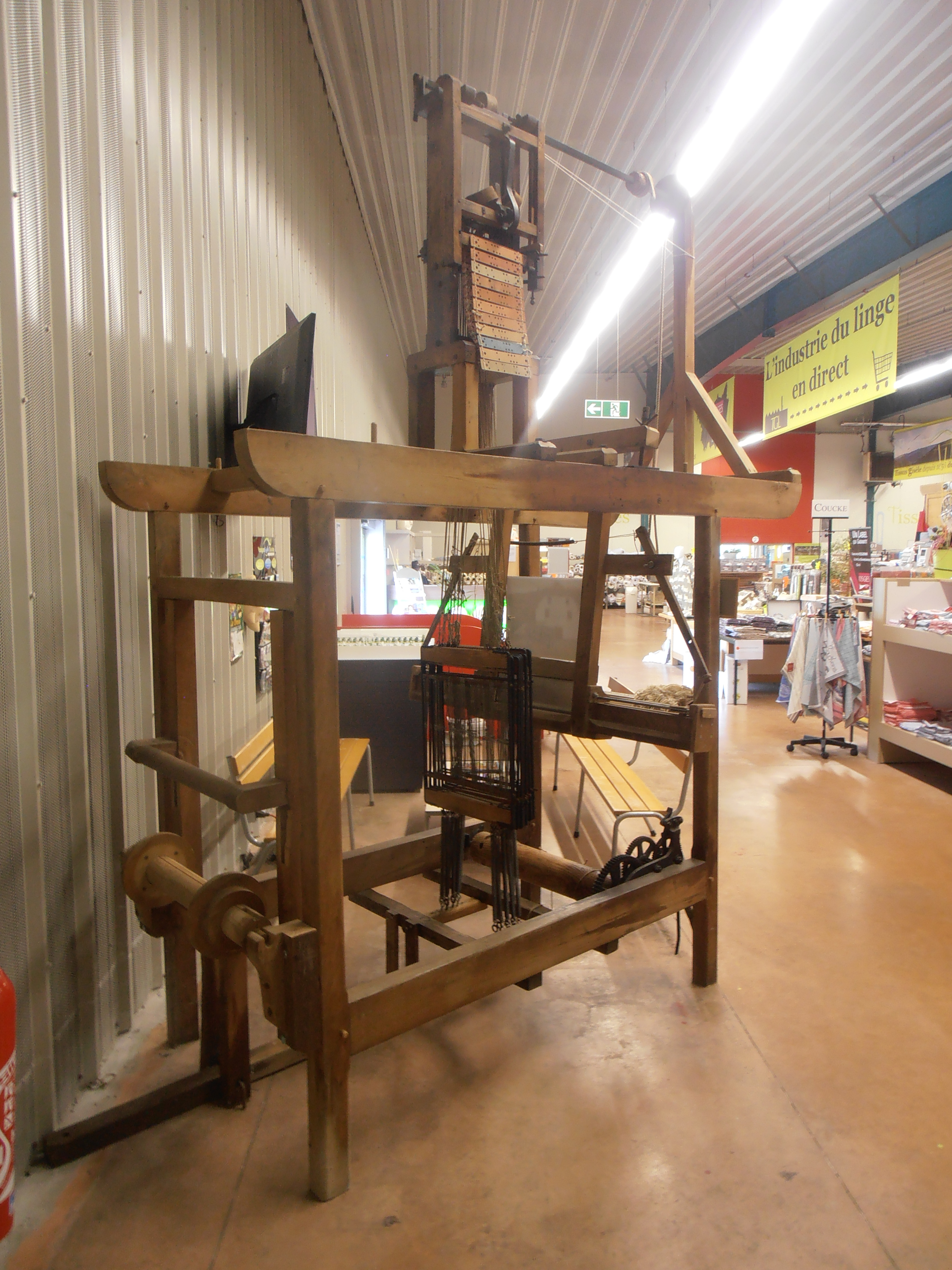
Ancien métier à tisser dans le magasin « Tissus Gisèle ».

Depuis la crise de l'industrie textile, du bâtiment et de la plasturgie dans la deuxième partie du XXe siècle, l'emploi s'est considérablement modifié sur le territoire de la commune en devenant plus diffus et plus artisanal.
Les huit premiers employeurs sont :
1. Les Zelles (fenêtres aluminium et PVC) : entreprise créée en 1946 avec 480 employés (total société) au 31 décembre 2019[98] 310 employés sur la commune[99] ;
2. Commune de La Bresse : 195 employés au 1er février 2013[100] ;
3. Labellemontagne (groupe) : 250 employés en 2015 et 120 moniteurs de ski affiliés à l'École du ski français (ESF)[101] ;
4. Tissus Gisèle : 96 employés[102] ;
5. Graniterie Petitjean SAS : 87 employés au 31 décembre 2011[103] ;
6. Initial BTB Eurogant : 75 employés[104] ;
7. Chalets et Maisons Bois Poirot : 49 employés au 31 décembre 2011[105].
8. Bol d'Air, société de sports, de loisirs et de tourisme : 55 emplois saisonniers correspondant à une trentaine d'emplois à temps plein à l'année[106].

En 2009, des emplois représentent 41 % des 2 425 emplois recensés sur le territoire de la commune, le reste étant réparti dans de nombreuses entreprises de moins de 30 salariés.

### L'économie touristique et les équipements d'accueil et de loisirs

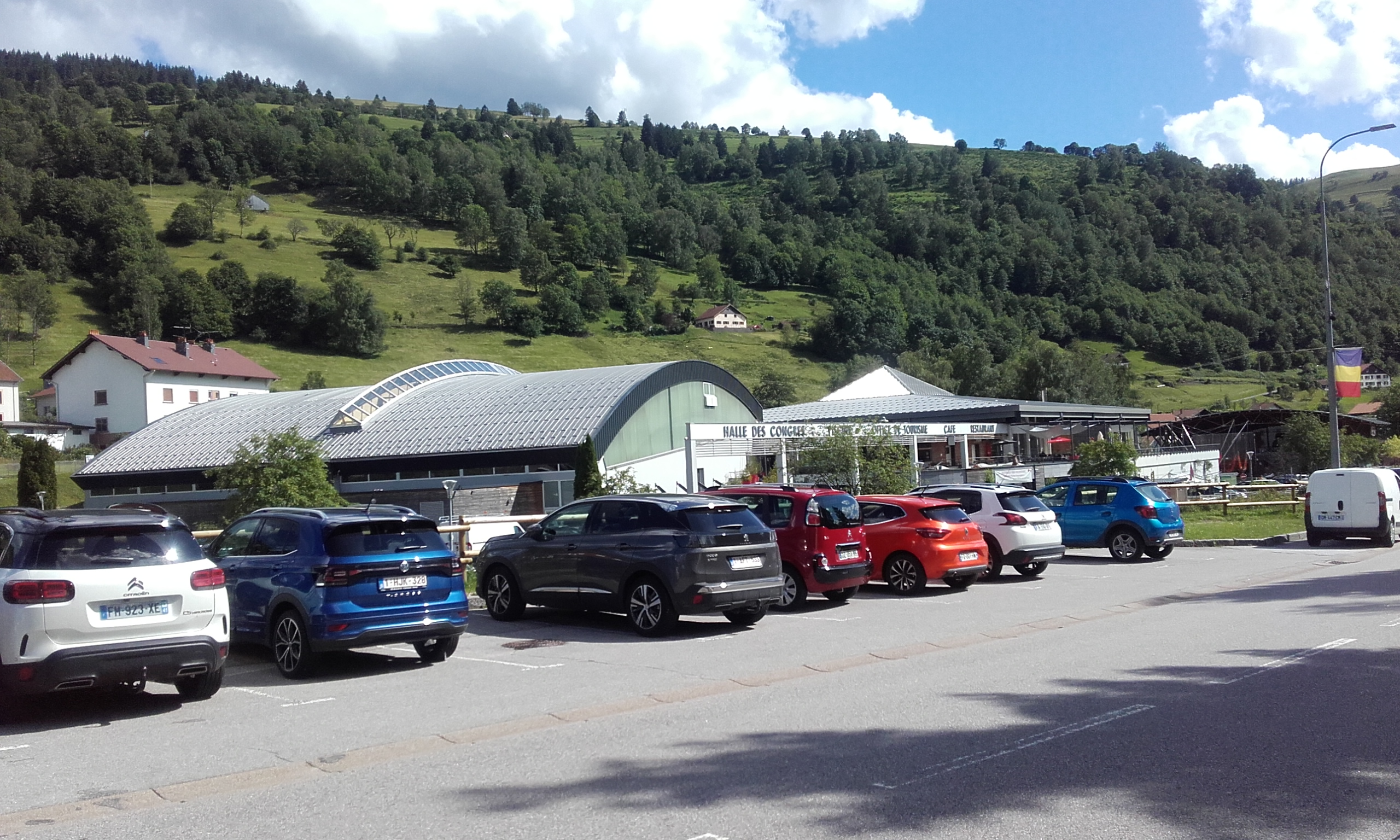
Halles des congrès-Piscine-Office de tourime.

Outre son domaine skiable, la commune dispose d'importants sites d'accueil touristique. La Bresse est en effet une destination touristique « 4 saisons » reconnue et labellisée « Station touristique / Commune touristique ». Elle dispose d’infrastructures d’accueil diversifiées et de nombreux équipements sportifs et de loisirs pour l’été et l’hiver : complexe piscine-loisirs, Espace Loisirs-Patinoire, Le Domaine nordique, Le "domaine du Haut des Bluches" (camping-caravaneige, chalets, gîtes…) qui s’est substitué, avec le camping du "Domaine de Belle-Hutte", au Camp Gabriel-Henri Ferry, du nom du principal promoteur et réalisateur du « Camp des Écorces », créé à l'origine par le syndicat d'initiative de La Bresse, dont les premiers présidents ont été successivement, en 1935, Jean Clovis (pharmacien) puis en 1944, jusqu'en 1958 date de son décès, Gabriel Henri Ferry. 

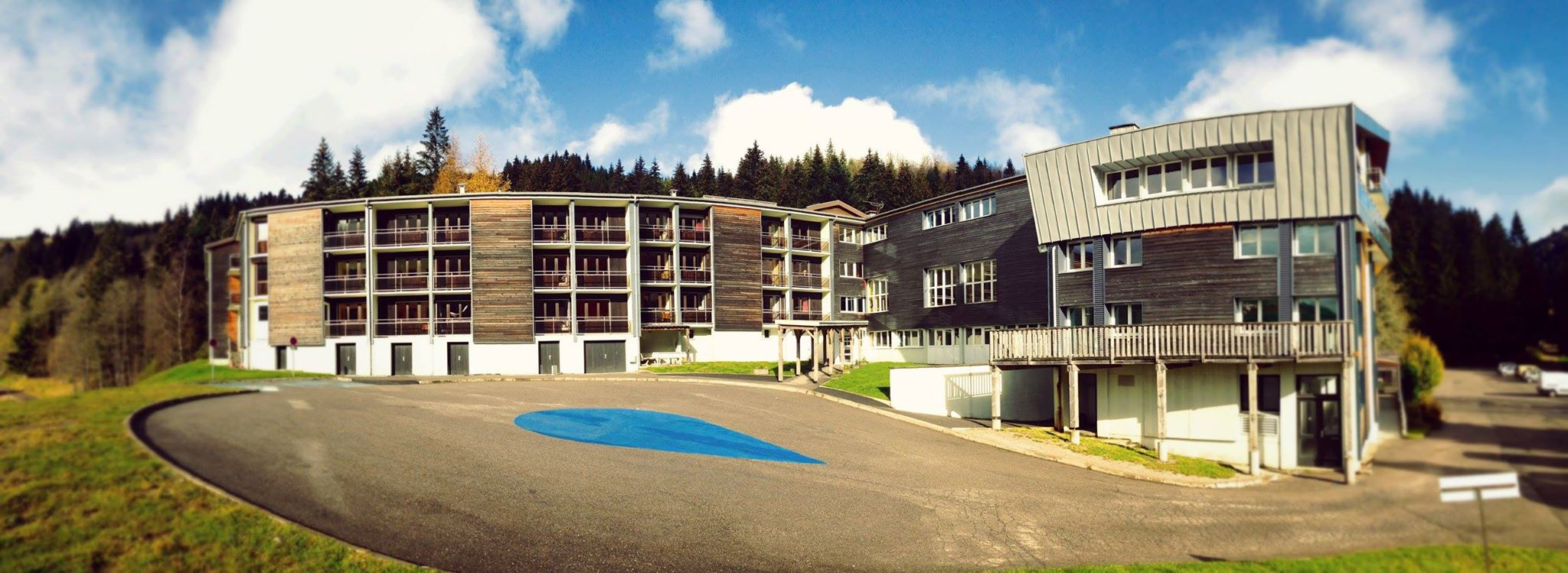
Le centre Odcvl au Pont du Metty.

L'Odcvl, société coopérative française créée en 1939, commercialise principalement des séjours de vacances en France et à travers le monde pour groupes et familles. Elle dispose d'un centre permanent dans la commune.
L'agritourisme. Les marcairies et les fermes-auberges du massif vosgien, dans les chaume (montagne), notamment sur la route des crêtes, l'auberge "Le Couchetat" (La montagne des lamas), la chèvrerie du Brabant témoignent encore aujourd'hui de l'activité agricole des vallées des Hautes-Vosges qui a su adapter l'activité rurale aux apports du tourisme.
Les barrages de production électrique sont également propices aux activités de loisirs : pêche, baignade, nautisme…

### Le domaine skiable
La commune de La Bresse compte trois domaines skiables qui sont : 
- La Bresse Hohneck. Le plus grand domaine skiable du Nord-Est de la France 220 hectares, 37 pistes, 282 canons à neige, 1 snowpark. Située dans la vallée de Vologne, à 1 km en aval du col des Feignes sous Vologne. Il est géré par le groupe Labellemontagne.
- Lispach (5 remontées, 8 pistes). Dans la vallée du Chajoux, la station fait face au lac de Lispach et cohabite avec un important domaine de ski nordique.
- La Bresse Brabant (3 remontées, 8 pistes). Station familiale, elle se trouve au col du Brabant qui relie La Bresse au hameau de Xoulces à Cornimont.

### Pisciculture

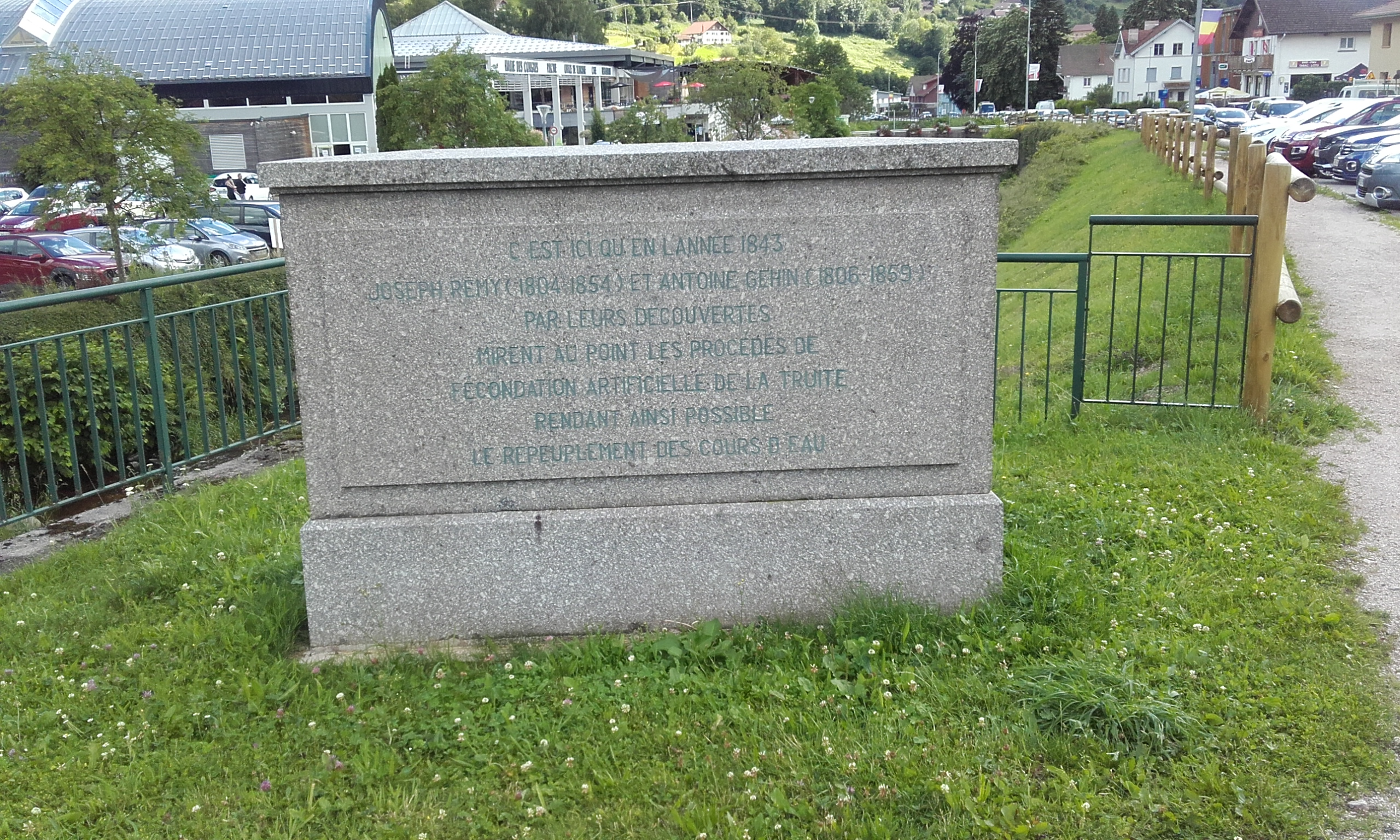
Hommage à Joseph Rémy et Antoine Géhin.

Dans la Moselotte comme dans toutes les rivières des Vosges granitiques, l’eau est abondante, fraîche, aérée et légèrement acide ; c’est le biotope idéal de la truite fario et du saumon de fontaine. C’est ainsi qu'en observant attentivement le mode de reproduction de ces salmonidés en milieu naturel qu’en 1843, deux Bressauds, Joseph Remy et Antoine Géhin, mirent au point la fécondation artificielle et l’incubation de ces poissons, permettant dès lors l’élevage en nombre et le repeuplement des rivières déjà menacé à cette époque.
Bien que certains documents attestent que cent ans plus tôt en Allemagne et en Autriche, plusieurs biologistes, dont Stephan Ludwig Jacobi (1711-1784), aient décrit le mode de reproduction de la truite, la paternité de la réactualisation et de la mise en pratique de la fécondation artificielle a été attribuée aux deux Bressauds (Le Chasseur français no 651 de mai 1951 page 76) et la FAO.
Le rôle et le mérite de chacun dans la mise au point et dans la divulgation de la méthode est difficile à départager,, d’autant plus qu’entre temps, un embryologiste, Victor Coste, informé des travaux des deux Bressauds, a publié et s’est vu attribuer cette découverte par le Collège de France où il était professeur.
C’est donc conjointement que les deux Bressauds furent honorés par la municipalité en 1957 par une stèle devant la mairie puis, en 2006, lors de la réhabilitation de la place du Champtel, par une plaque commémorative à proximité d’une fontaine en granit ornée d’une truite crachant de l’eau (voir photo dans la galerie) et par l'apposition d'une truite d'azur sur le blason de la ville (voir ci-dessous).

### Parcs de loisirs
La Bresse est un haut lieu touristique et propose de nombreuses activités en lien avec la riche nature à disposition. Parmi les différentes possibilités, le parc d'aventure Bol d'air propose des idées de week-end à La Bresse.

## Culture locale et patrimoine

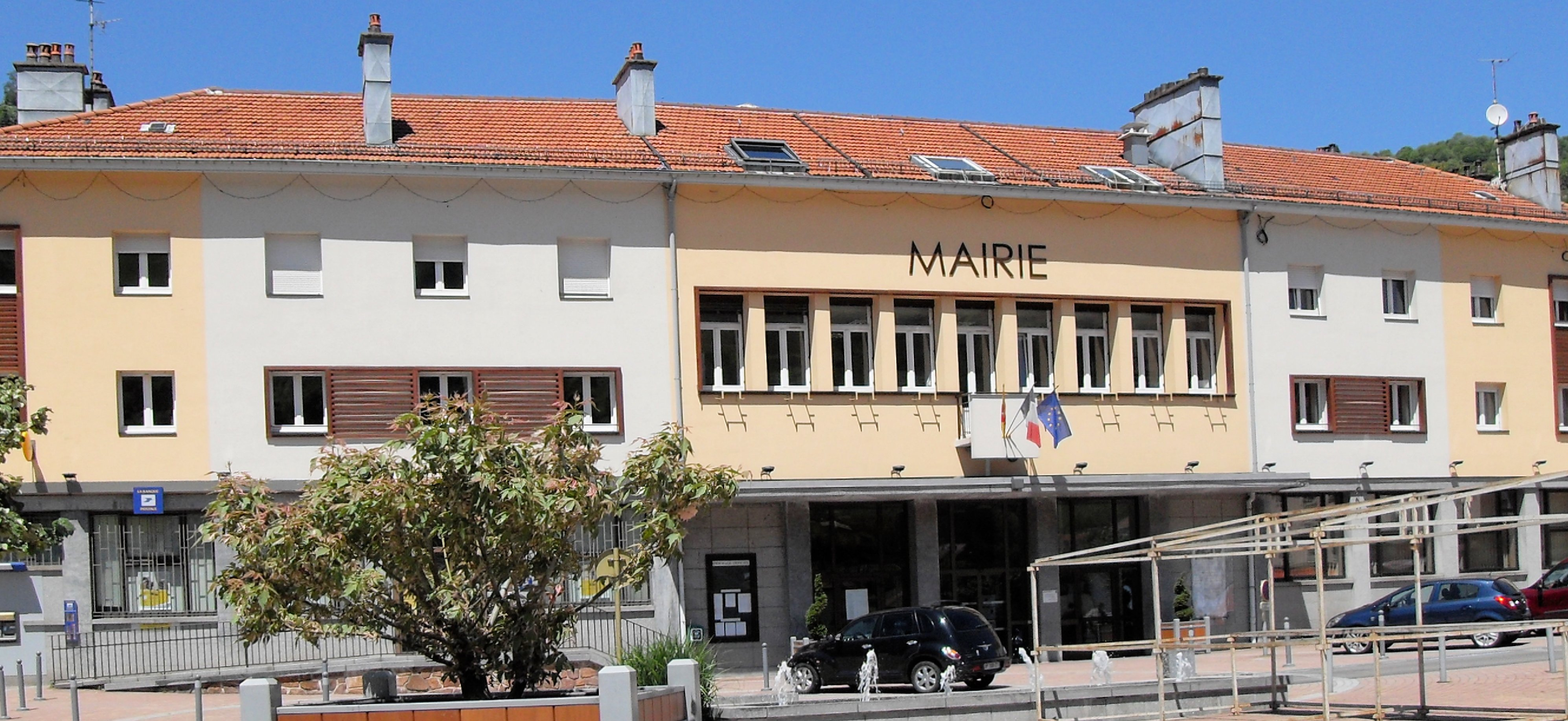
La mairie.
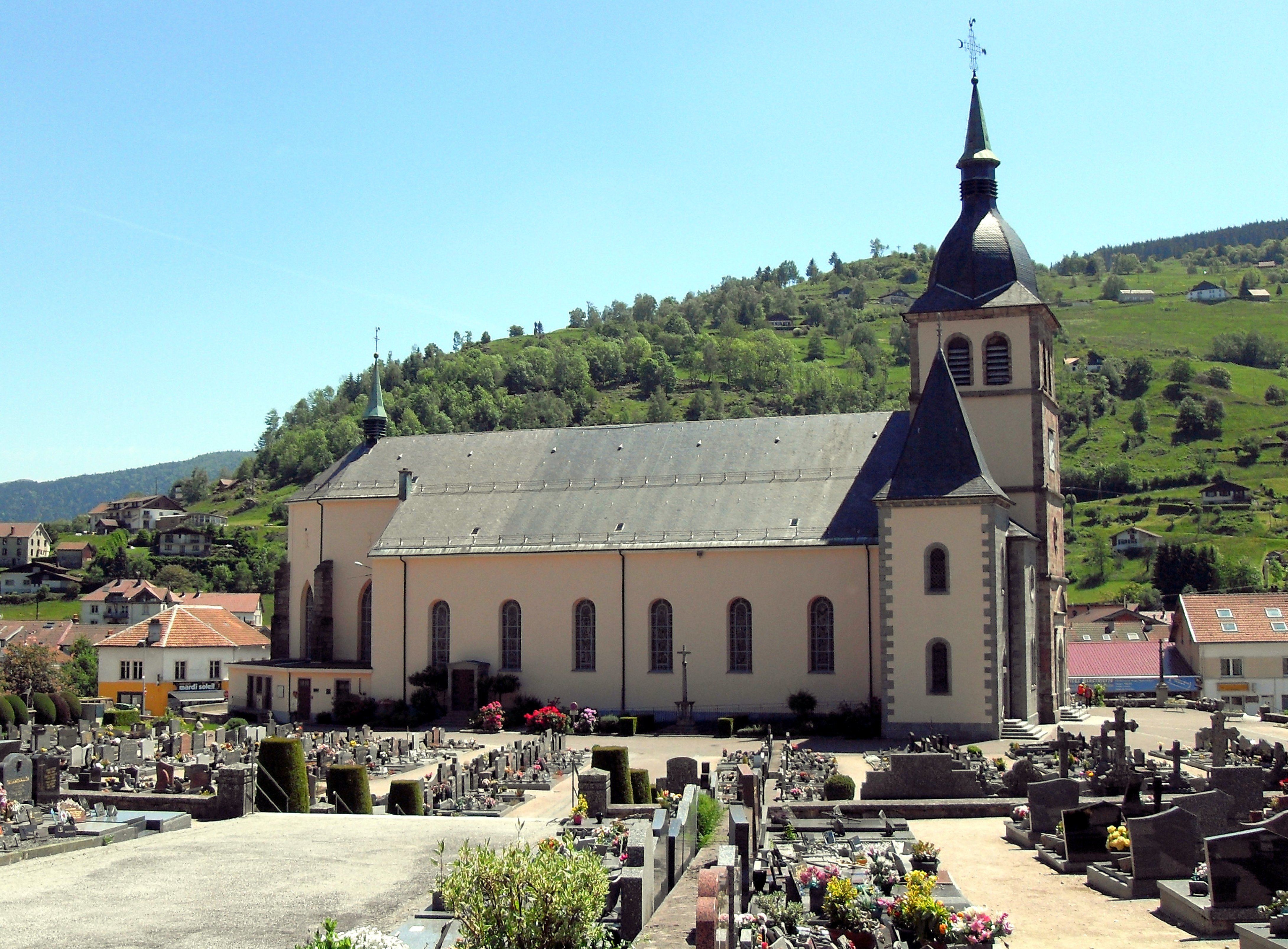
L'église Saint-Laurent.
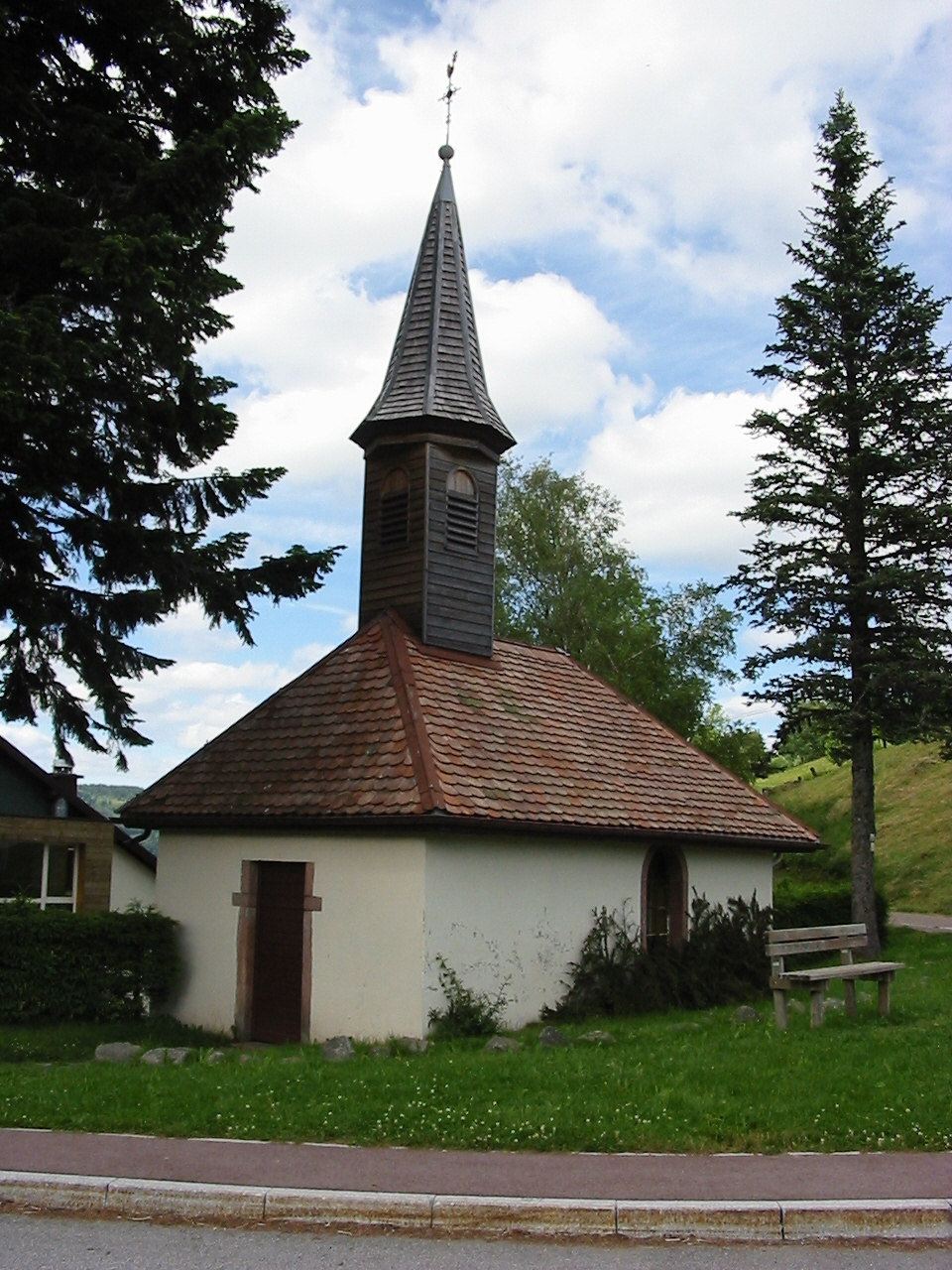
Chapelle du Brabant.
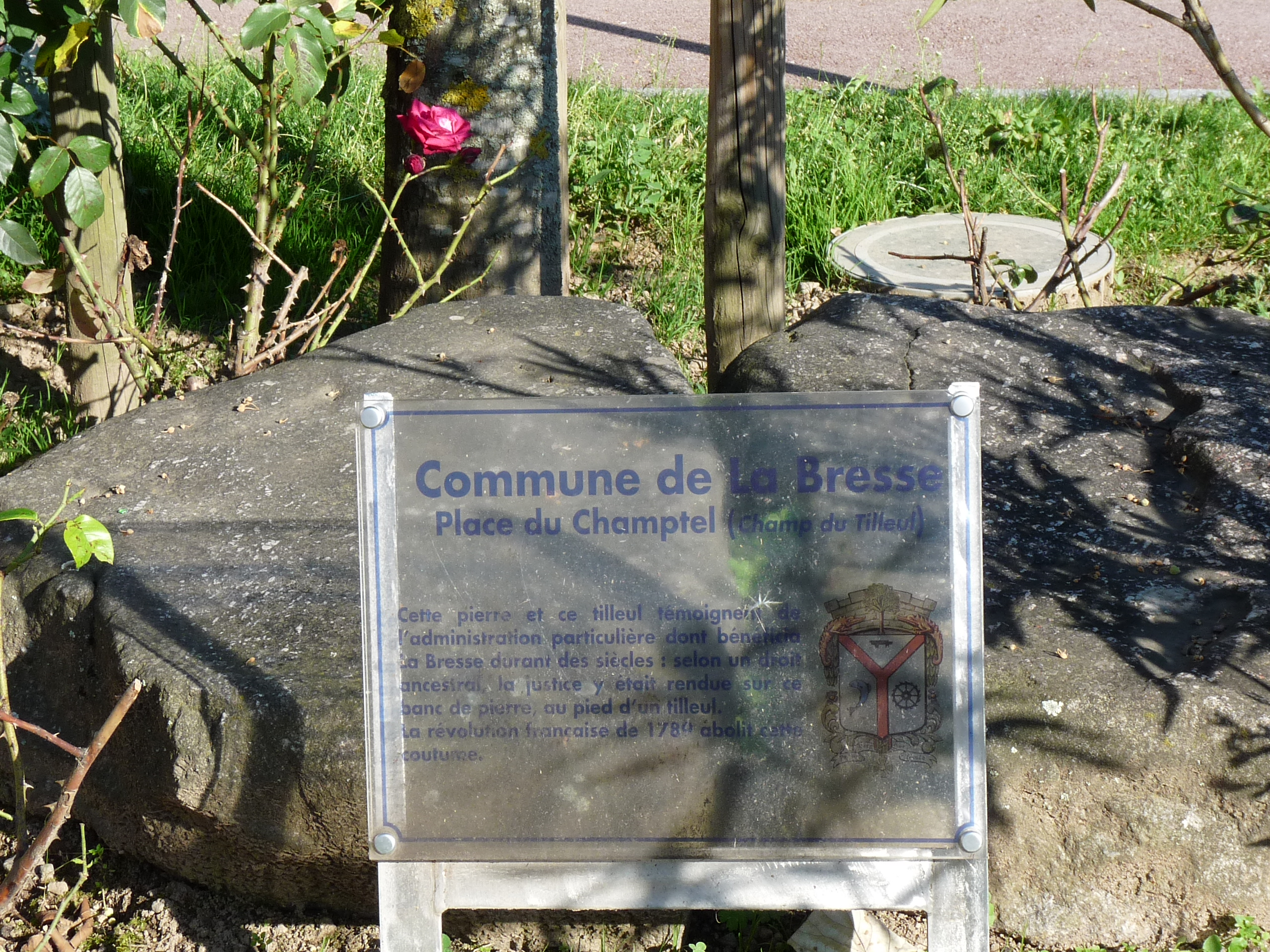
La pierre de justice de la place du Champtel.

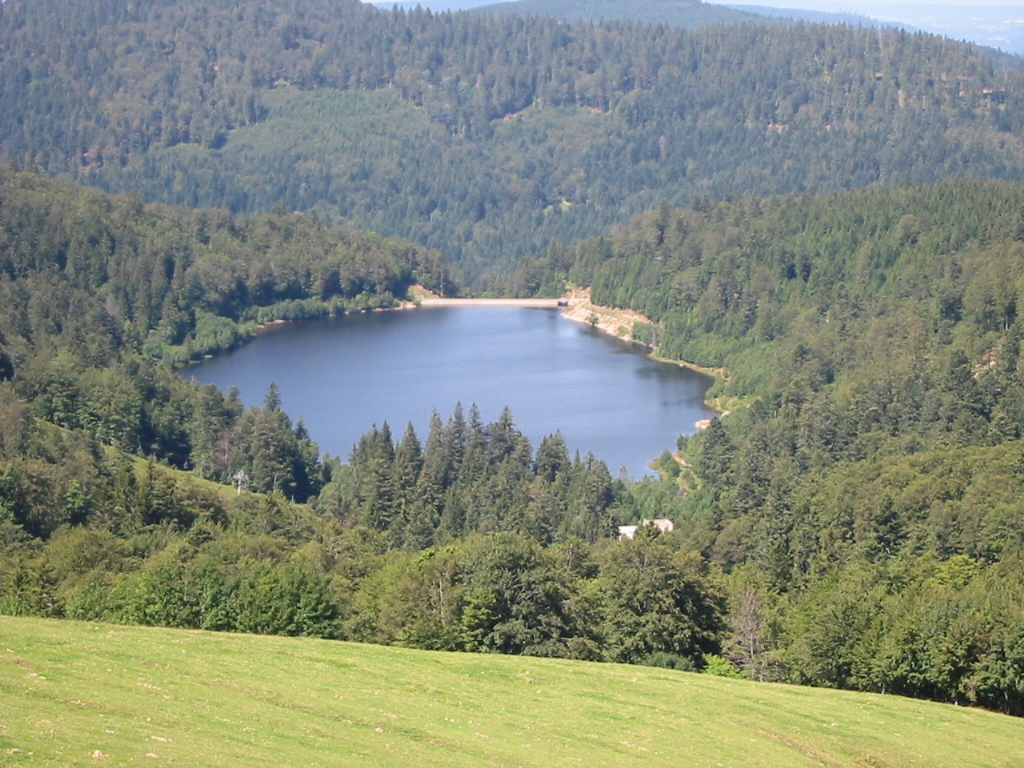
Le lac de la Lande.
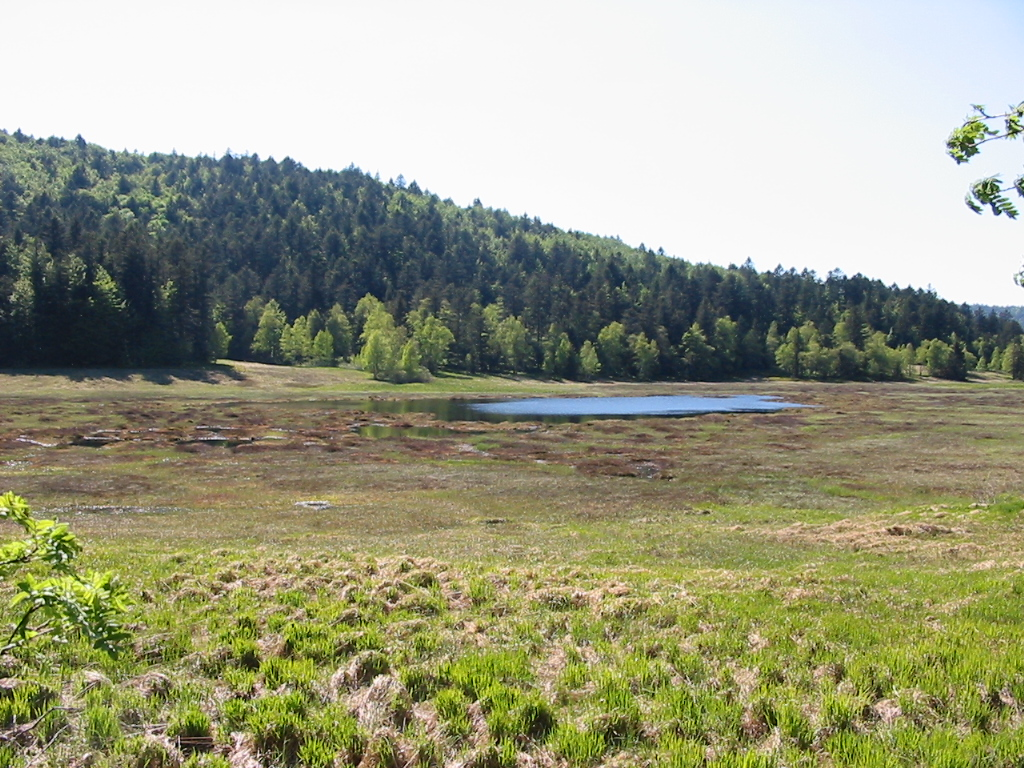
La tourbière de Machais[124].

### Lieux et monuments
- La mairie.

- L'église Saint-Laurent :

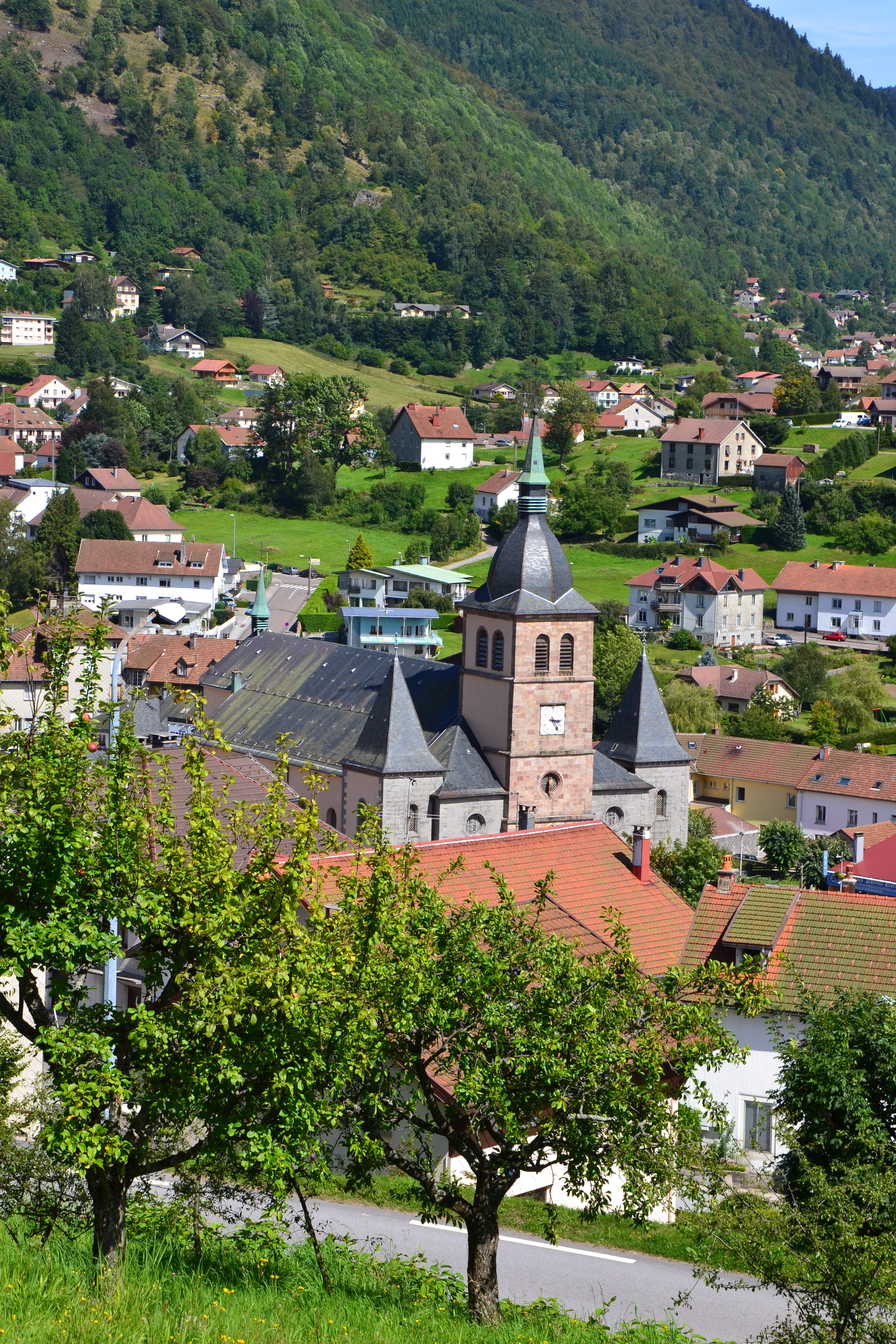
Église Saint-Laurent.

  - les vitraux, supervisés par l'architecte E. Deschler, ont été réalisés en 1952 par les Ateliers Loire[Note 7] ;
  - l'orgue de 1822 est de Callinet. Il sera ensuite transformé en 1842, réparé en 1877, puis remanié en 1905 et en 1929-1930[125],[126],[127] ;
  - le chemin de croix en pierre a également été réalisé par les Ateliers Loire, en 1956.
- Le monument aux morts[128],[129].
- La chapelle du Brabant.
- La vierge du Chastelat[130].
- Les croix sur la commune[131].

### Patrimoine naturel
C'est une des 189 communes du parc naturel régional des Ballons des Vosges. La cité est labellisée Station Verte.
- Lac des Corbeaux, col de la Vierge.
- Tourbières : lac de Lispach, lac de Blanchemer, l'étang de Machais classé en Réserve naturelle nationale.
- Barrage de la Lande.
- Le col de Grosse Pierre, le col de Bramont, le col du Brabant et sa chapelle.
- La Basse des Feignes.
- Les Champis, entre les vallées du Chajoux et de Vologne.
- Les beurheux, murs de pierres ancestraux des anciens prés en pente de la vallée de Chajoux.
- Le Moutier des Fées, mégalithe situé sur la crête nord de la commune limitrophe avec Rochesson, au lieu-dit La Brayotte[133],[134].

### Gastronomie
Un des plats traditionnels les plus fréquents des Hautes-Vosges est les tofôlles, un plat de pommes de terre à l'étouffée accompagné de palette de porc fumée appelée dehpeuille (de dépouille) en patois de la Bresse.
Le dessert le plus fréquent est la tarte aux myrtilles (appelée tarte aux brimbelles selon l'usage vosgien), grâce à la présence de grands champs de myrtilliers sauvages dans les hauts de la Bresse.
La Bresse et ses environs des Hautes-Vosges — ainsi que les proches vallées alsaciennes — sont le berceau de la fabrication du munster, un fromage au lait de vache très crémeux.

### Personnalités liées à la commune

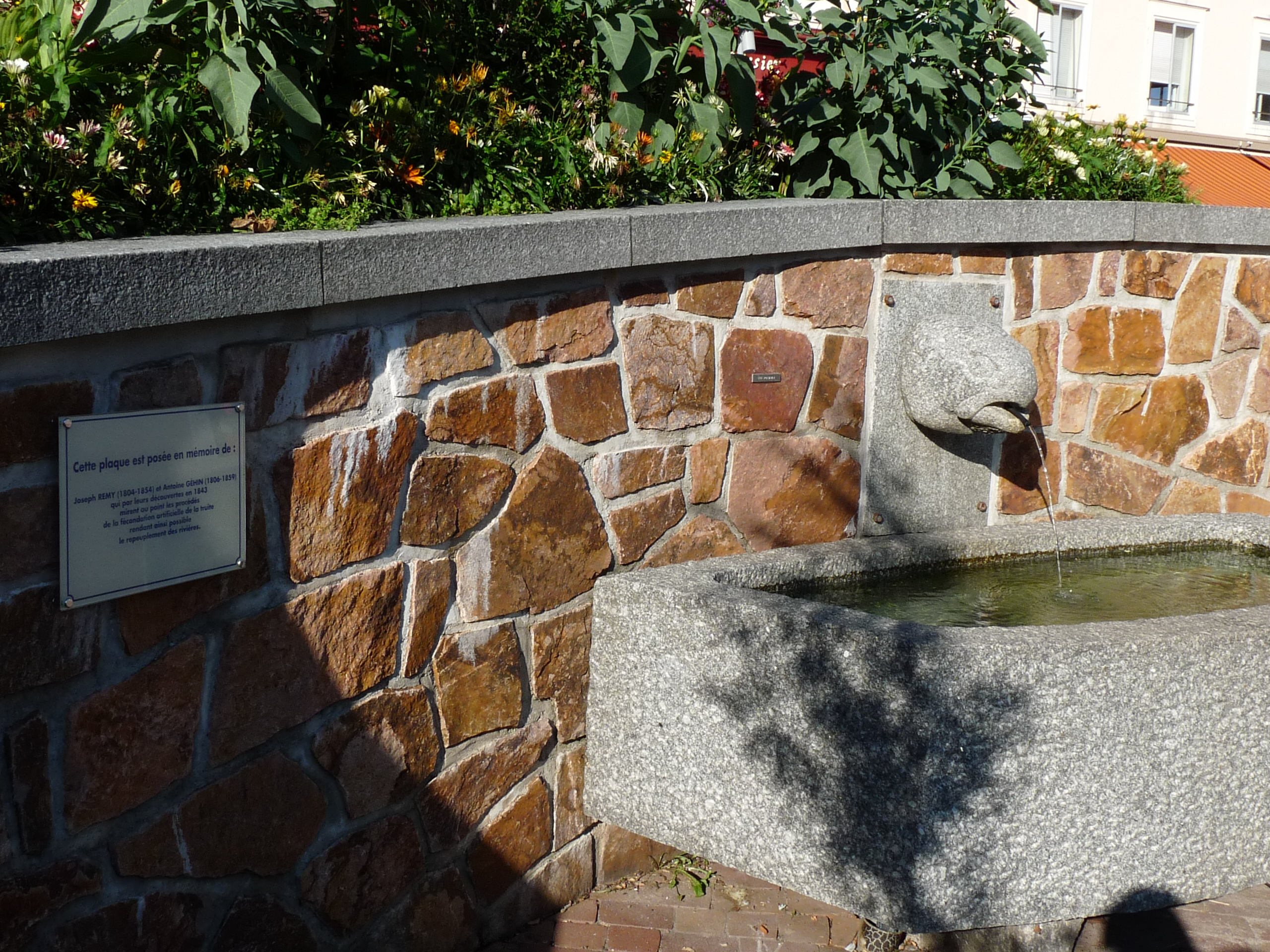
Plaque commémorative Remy-Géhin.

- Joseph Perrin (1754-1800), général de brigade de la Révolution française né à La Bresse et mort de ses blessures reçues au siège de Gênes durant la campagne d'Italie[135].
- Jean Nicolas Truchelut (né le 26 août 1811 à la Bresse et mort le 23 juillet 1890 à Neuilly-sur-Seine), est un horloger, inventeur puis photographe.
- Louis-Prosper Claudel (1826-1913), père de l’écrivain Paul Claudel.
- Raymond Perrin (La Bresse, 1940), essayiste et historien des livres et journaux pour la jeunesse. Spécialiste de l'œuvre de Pierre Pelot et de celle d'Arthur Rimbaud
- Gilbert Poirot (1944-2012), sauteur à ski né à La Bresse.
- Jean-Marie Poirot (1945-2015), sauteur à ski né à La Bresse.
- Gérard Colin (né en 1958), sauteur à ski.
- Véronique Claudel (née en 1966), médaillée d'or olympique à Albertville en relais de biathlon et de bronze à Lillehammer (Norvège) en 1994.
- Jean-Paul Didierlaurent (1962-2021), écrivain, nouvelliste et romancier, habitant de La Bresse, auteur notamment de Le liseur du 6 h 27.
- Igor Cuny (né en 1982), patineur sur route.
- Titouan Perrin-Ganier (né en 1991), vététiste.
- Neïlo Perrin-Ganier (né en 1996), vététiste.

### Héraldique
| Blason | Blasonnement : D'argent au pairle de gueules accompagné en chef d'un banc de pierre « pierre de justice » de sable à dextre d'une truite d'azur allumée de gueules et à senestre d'une roue à aubes de sable. Commentaires : Le pairle symbolise la forme des vallées et sa couleur rouge rappelle les sacrifices de la population lors des guerres. Le champ blanc rappelle la neige, le banc de pierre du Champtel était un lieu de jugement, l'élevage artificiel de la truite est né au village et la commune produit sa propre électricité. |

## Pour approfondir